# Langues en Suisse
Vous lisez un « bon article » labellisé en 2009.

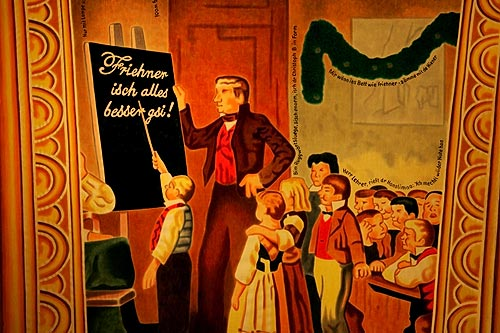
Inscription en suisse allemand sur un lampion lors du carnaval de Bâle : Friehner isch alles besser gsi! (allemand : Früher war alles besser! ; français : « Tout était mieux auparavant ! »).

La question des langues en Suisse est une composante culturelle et politique centrale de la Suisse. L'allemand (le suisse allemand est le dialecte généralement utilisé), le français, l'italien et le romanche sont les quatre langues nationales du pays ; les trois premières étant en usage officiel pour les rapports à la Confédération. Les cantons déterminent leurs langues officielles en veillant à la répartition territoriale traditionnelle des langues et en prenant en considération les minorités linguistiques autochtones.
Historiquement, les langues pratiquées en Suisse ont connu des statuts divers. Le plurilinguisme affirmé du pays est à la fois le résultat historique de leurs rapports respectifs et celui de la volonté politique qui fonde la Confédération. Lorsque la Suisse ratifie de la Charte européenne des langues régionales ou minoritaires en 1997, elle reconnaît le yéniche et le yiddish comme des langues minoritaires sans territoire,. Par ce même texte sont désormais reconnus en tant que langues régionales le francoprovençal (ou arpitan) et le franc-comtois (ou patois jurassien), parlés en Suisse romande. Le lombard, parlé en Suisse italienne, n'a cependant pas de statut. 
Le territoire suisse comprend quatre zones linguistiques dont la langue majoritaire détermine la langue en usage. La Constitution fédérale fixe quatre principes : l'égalité des langues, la liberté des citoyens en matière de langue, la territorialité des langues et la protection des langues minoritaires.
En vertu du principe de territorialité, les frontières linguistiques sont fixées par les cantons, parmi lesquels plusieurs sont plurilingues. Le découpage linguistique actuel, apparu à la fin du XIIIe siècle, est demeuré presque inchangé depuis. Le Röstigraben est le nom donné à la frontière culturelle et linguistique entre l'allemand et le français, qui trouve ses racines dans l'histoire.
Fondée par les Waldstätten en 1291, la Confédération est totalement germanophone à l'origine, avec de nombreux dialectes suisses allemands, mais dès le XVe siècle, elle connaît une extension de son aire d'influence au sud des Alpes, dans une région italophone, puis à l'ouest, dans une région francophone. L'allemand reste dominant, mais le français est valorisé sous l'Ancien Régime par le prestige de la culture française et les liens entre la France et la Suisse. Au XIXe siècle, alors que la République helvétique apporte la reconnaissance formelle de l'égalité des langues, l'État fédéral de 1848 adopte l'allemand, le français et l'italien comme langues nationales.
Aujourd'hui, selon le recensement de 2015, 64 % de la population est germanophone et parle l'un des nombreux dialectes suisses allemands ou Schwyzerdütsch et 23 % francophone, le français étant parlé majoritairement à l'ouest du pays ; l'italien, qui représente 8 % de la population, est essentiellement parlé au sud des Alpes, et le romanche, 0,6 %, se parle essentiellement dans le canton des Grisons et compte moins de 40 000 locuteurs.
L'italien et le romanche, fortement minoritaires, sont soutenus par l'État fédéral. Enfin, en raison d'une forte immigration, environ 21 % de la population résidente parle une langue étrangère non nationale comme langue principale (les langues principales totalisent plus de 100 % car depuis 2010 les Suisses peuvent en indiquer plusieurs lors des recensements).

## Historique des langues en Suisse

### Origines du clivage linguistique

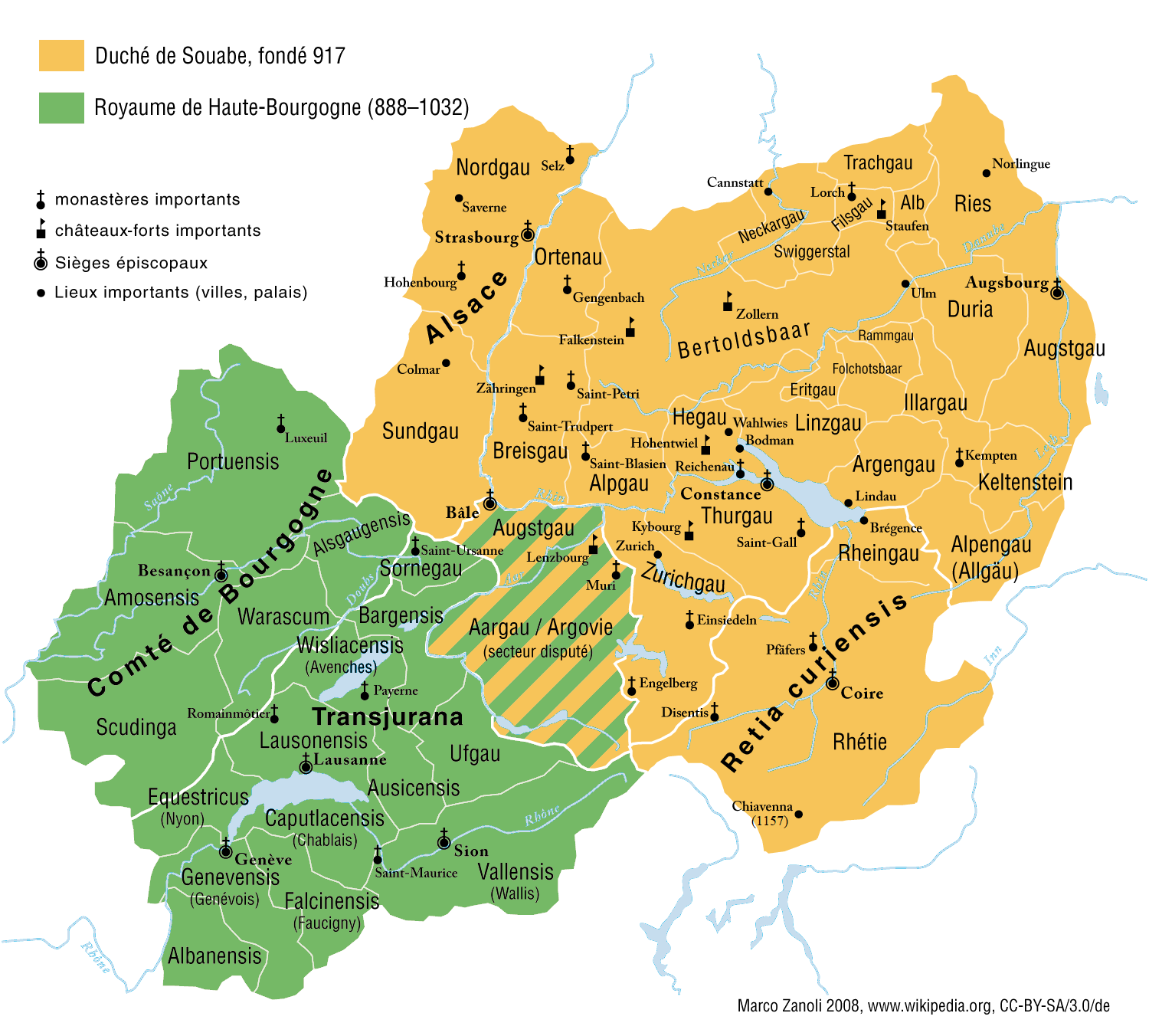
Bourgogne transjurane et duché de Souabe avant l'an mil
Bourguignons
Alamans

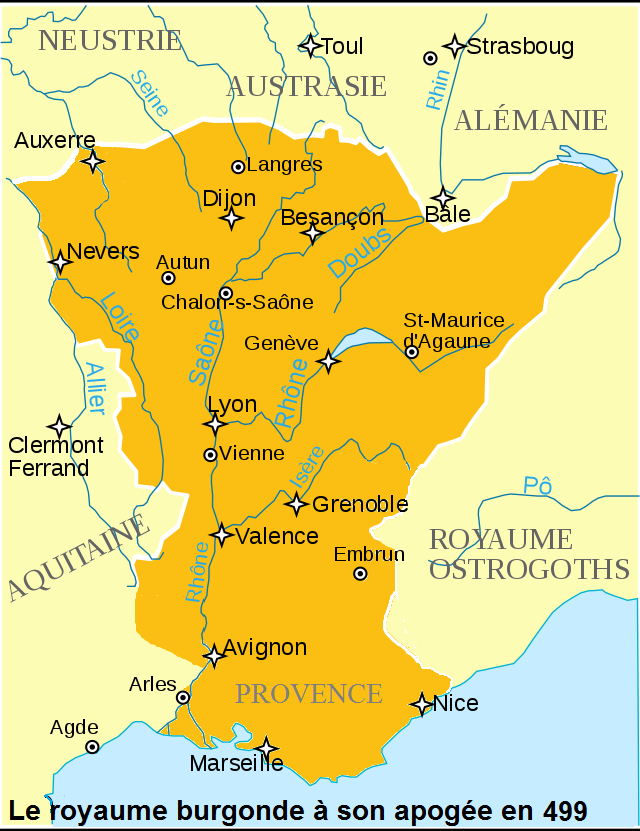
Le royaume Burgonde au V.

Du Ier siècle av. J.-C. au IVe siècle, le territoire de l'Helvétie est sous domination de l'Empire romain. L'usage du latin se généralise. Tous les écrits (pour la plupart sur des tablettes enduites de cire) retrouvés sont en effet en latin, une indication que la langue s'est répandue non seulement dans l'administration, mais aussi dans la vie de tous les jours. Mais dès la fin du IIIe siècle, les premières incursions barbares repoussent la population romaine vers le sud, et le territoire est finalement occupé par deux peuples en guerre permanente l'un contre l'autre : les Burgondes à l'ouest et, dès le VIe siècle, les Alamans (ou Alémans) à l'est.
Lors de leur installation en Helvétie à l'ouest du territoire suisse actuel, vers 443, les Burgondes ont déjà connaissance du latin : nombre d'entre eux sont bilingues et peuvent s'exprimer en bas latin. Abandonnant leur langue d'origine issue de la branche germanique orientale aujourd'hui éteinte, ils adoptent le latin local, qui évolue peu à peu pour donner le francoprovençal, qui depuis a été supplanté par le français, bien qu'on parle encore cette langue dans quelques communes de Romandie.
À l'est du territoire suisse actuel, les langues germaniques du royaume alaman donnent naissance aux dialectes alémaniques.
L'archéologie et la toponymie permettent de suivre la progression des colonies alamanes sur le plateau suisse à partir du VIe siècle. Alors que les langues romanes disparaissent lentement à l'est de l'Aar, les Alamans atteignent au cours du VIIe siècle les terres au sud-est de l'Aar jusqu'aux lacs de Thoune et de Brienz. Ils remontent ensuite les vallées de l'Oberland bernois (vallées de la Simme et de la Kander). La limite linguistique dans la région centrale du plateau suisse se fixe ainsi peu à peu : elle longe le pied du jura, suit la ligne Morat – Fribourg ; l'espace compris entre l'Aar et la Sarine devenant dès le VIIe siècle une zone de contact linguistique qui persiste jusqu'à ce jour[Quand ?],.
L'insertion du second royaume de Bourgogne dans le Saint Empire en 1032 et la fondation de la ville de Fribourg par les Zähringen en 1157 favorisent l'allemand. Seuls quelques changements locaux interviennent les siècles suivants comme pendant les guerres de Bourgogne ou la Réforme. La frontière des langues ainsi fixée à la fin du XIIIe siècle ne se modifie que peu et correspond au découpage linguistique actuel,.
En Valais, la partie amont de la vallée du Rhône est occupée vers l'an mil par un groupe d'Alamans venus de l'Oberland bernois, les Walser. Ainsi la limite des langues sépare le Haut-Valais germanophone du Bas-Valais francophone.

### Immigrations en Rhétie. Influence romane et germanique
Les Rhètes, établis dans les Grisons actuels, au Tyrol et dans une partie de la Lombardie, sont soumis aux Romains entre 15 av. J.-C. et l'an 400. Au contact du latin, les langues rhétiques indigènes donnèrent naissance à une variante rhétique du latin vulgaire dite « rhéto-romane », les dialectes romanches. L'aire de diffusion du romanche, à l'origine, s'étend au nord jusqu'au lac de Walenstadt et au lac de Constance. L'arrivée de peuples germaniques à partir du Moyen Âge vont repousser le romanche dans quelques vallées des Grisons.
Au Moyen Âge, la Rhétie est au centre de plusieurs mouvements d'immigration ; elle va voir sa population doubler entre les VIe siècle et XIVe siècle. À partir du IXe siècle, sous Charlemagne, la Rhétie fait partie du Saint-Empire. Un comte germanique s'installe à Coire puis l'Évêché de Coire est rattaché à celui de Mayence ce qui renforce la présence des langues germaniques. Après l'incendie de Coire en 1464 et sa reconstruction par les artisans germanophones, la germanisation de la ville et région est complète. Entre le XIIe siècle et le XVe siècle, les Walser, en provenance du Haut-Valais, colonisent les hautes vallées peu peuplées du nord et du centre des Grisons amenant leur propre langue alémanique, le « walser ». Les habitants des vallées ouvertes au sud des Alpes comme le Val Poschiavo et le Val Mesolcina parlent des dialectes lombards.

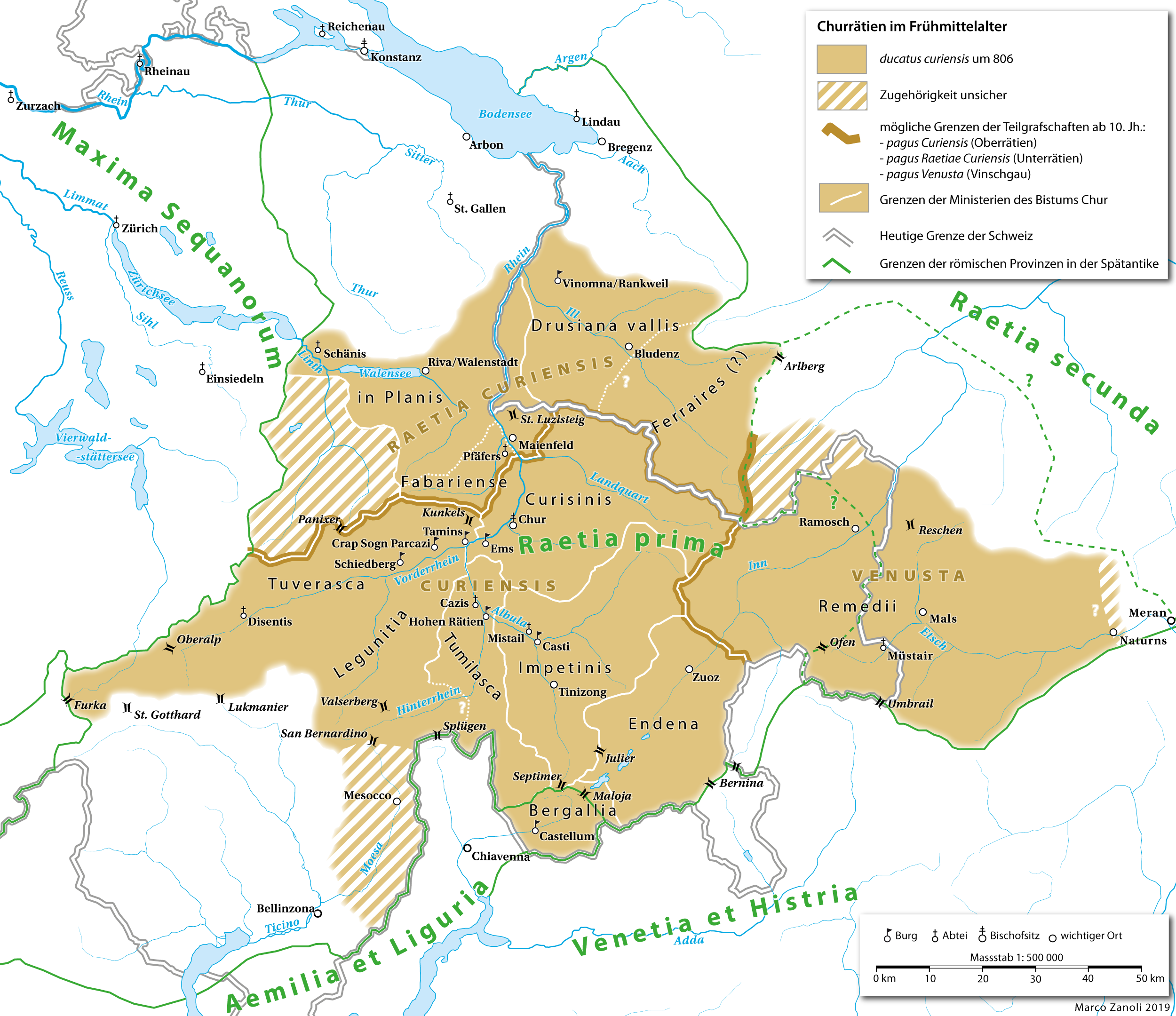
La Rhétie aux IXe et Xe siècles.
Propagation de Rhéto-Romance vers 700, vers 1000 et vers 2020

### Confédération suisse

#### La croissance de la Confédération (1291 - 1481)
Née à la fin du XIIIe siècle, la Suisse s'est formée lentement à partir des Waldstätten et de la Confédération des III cantons. Depuis 1291 jusqu'en 1481, la Confédération s'est développée uniquement dans des régions germanophones pour former la Confédération des VIII cantons (avec Lucerne, Zurich, Glaris, Zoug et Berne). Bien qu'également germanophone, la ville de Berne est située plus à l'ouest en territoire burgonde, entre la zone d'influence des Habsbourg et celle de la maison de Savoie. Ville dominant l'ouest du plateau suisse, Berne dispose d'un système d'alliances avec Bienne, Soleure, Fribourg et Neuchâtel, et convoite les zones francophones du pays de Vaud afin d'assurer des limites naturelles à son territoire entre Jura et lac Léman.
Le premier territoire non germanophone est pourtant italophone. Le canton d'Uri, qui contrôle l'accès nord de la route du Gothard, souhaite également en contrôler l'accès sud. En 1403, Uri et le canton d'Obwald profitent d'une rébellion en Léventine contre le duché de Milan, propriétaire de la région, pour conquérir une première fois la Léventine, qui devient le premier pays sujet des Confédérés. Suivent le Vallemaggia, le Val Verzasca et Bellinzone. Le traité de 1403 avec Uri et Obwald était rédigé en allemand.
À l'ouest, lors des guerres de Bourgogne en 1475, Bernois et Fribourgeois gagnent pour la première fois des territoires francophones en Pays vaudois ; les Haut-Valaisans (alliés des Confédérés) s'emparent du Bas-Valais.
En 1481, la Confédération s'est considérablement agrandie et est devenue plurilingue, avec des possessions italophones au sud du Gothard, des liens avec les trois Ligues romanches grisonnes et des possessions francophones avec le Pays de Vaud, le Bas-Valais, mais aussi des territoires dans le Jura détenus par Bienne et l'évêché de Bâle. Fribourg devient alors le premier canton francophone à entrer dans la Confédération ; dans ce canton, l'allemand est toutefois la langue officielle des autorités dès 1543 et le reste jusqu'à la chute de l'Ancien Régime lorsque le bilinguisme est rétabli. La conscience de constituer dorénavant une nation les incite à considérer le suisse allemand comme seule « langue nationale ». Ainsi toute la correspondance officielle est rédigée en suisse allemand.

#### L'influence française (1481 - 1798)

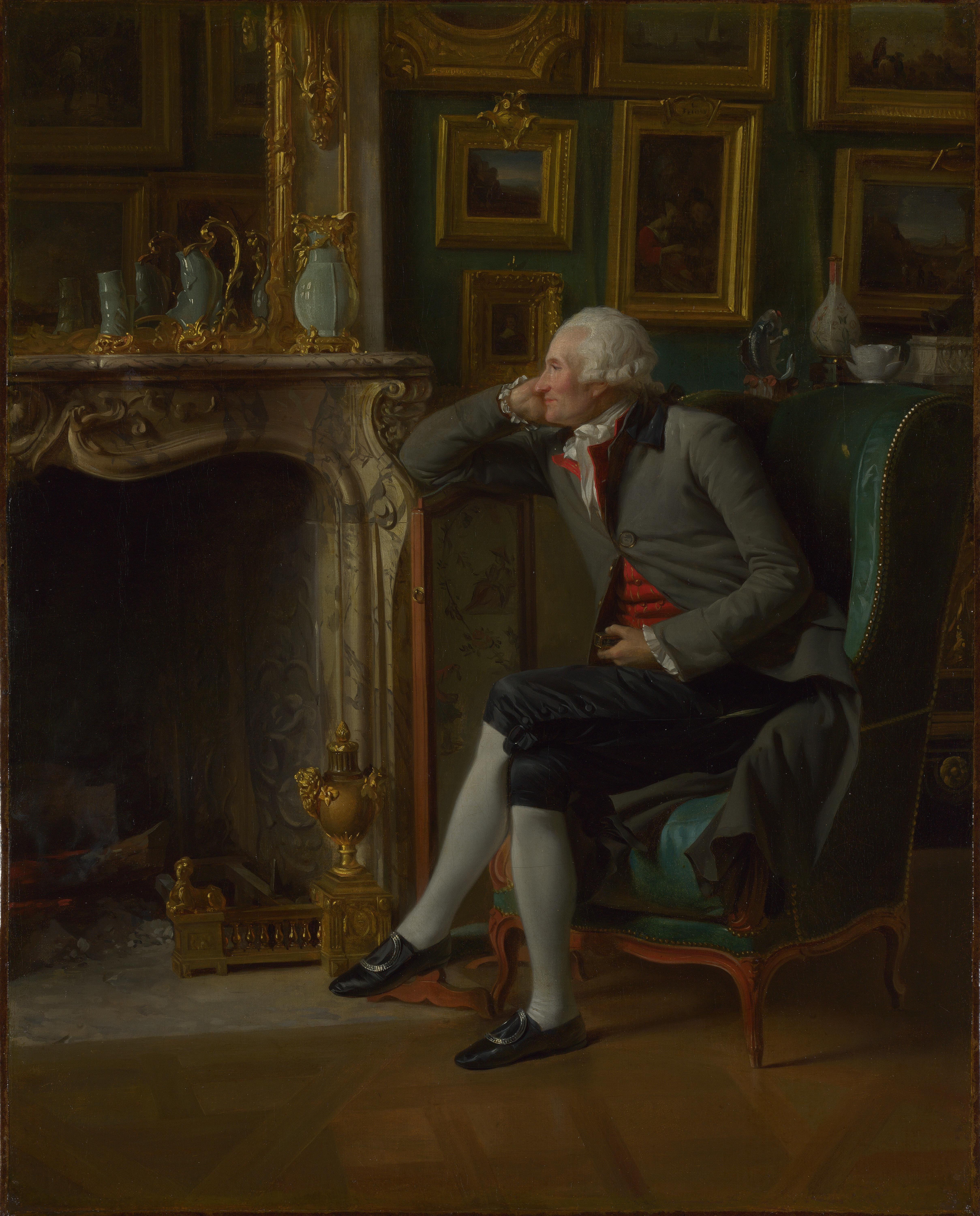
Pierre Victor de Besenval de Brünstatt, baron de Besenval, écrivain, courtisan et militaire suisse au service de la France, peinture de Henri-Pierre Danloux, 1791, huile sur toile, 46,5 × 37 cm, Londres, National Gallery.

De Louis XI à Louis XVI, les mercenaires suisses servent les rois de France. Si Louis XI n'employait que les mercenaires germanophones, par la suite, les Romands deviennent majoritaires. À partir du XVIIe siècle, le français s'impose en Europe et même les mercenaires alémaniques se mettent à parler français, ce qui contribue au développement de l'usage du français en Suisse.
Aux XVIIe siècle et XVIIIe siècle, les liens entre la France et la Suisse étaient forts et le prestige de la culture française valorisa la Suisse romande. Les villes situées sur la frontière linguistique cultivaient les relations avec le monde francophone : les bonnes familles bernoises étaient francophiles, on y parlait un mélange de français et de dialecte bernois, à Bâle le français est fréquent et à Fribourg, les bonnes familles parlent seulement le français. « Dans les villes de Berne, Fribourg et Soleure, parmi les gens d'un certain rang, la langue française est la plus usitée » raconte un voyageur en 1780. En Suisse centrale, l'influence est restreinte à l'usage de certains mots français tels que « adieu » ou « bonjour », qui remplacent les mots suisses allemands.
Au XVIIIe siècle, les écoles privées, fréquentées par des Suisses germanophones qui cultivent l'art de vivre à la française, se développent à Genève, Lausanne et Neuchâtel. Au XVIIe siècle déjà s'étaient développés des échanges de jeunes entre familles alémaniques et romandes. Des centaines de « Schönfilles » firent des « Welschlandjahr » c'est-à-dire un séjour linguistique d'une année en Suisse romande. De nombreux Suisses alémaniques s'installent en Suisse romande.

#### Entre égalité des langues et prédominance de l'allemand (1798 - 1848)
Jusqu'à la fin du XVIIIe siècle, l'allemand est considéré comme l'unique langue de la Confédération. La République helvétique entre 1798 et 1803, apporte la reconnaissance formelle de l'égalité des langues ainsi que l'égalité des citoyens. Les sujets vaudois et tessinois voulant rester liés à la Suisse, ils intègrent la République helvétique. Le 29 avril 1798, les conseils législatifs publient les lois et décrets en français et en allemand. En juillet 1798, les cantons italophones de Lugano et de Bellinzone rejoignent la république ; l'italien est également reconnu comme langue nationale.
Avec l'Acte de médiation, entre 1803 et 1813, la Suisse est soumise à la France et organisée selon un modèle fédéral attribuant plus d'autorité aux cantons. Dix-neuf cantons composent le pays ; seuls Vaud et Tessin ne sont pas germanophones. Lors des Diètes, l'allemand domine clairement, les Grisons et les Fribourgeois utilisant cette langue majoritaire.
Entre 1815 et 1830, la « Restauration » voit les 22 cantons souverains liés par un pacte. Bien que cette nouvelle Confédération comprenne quelques cantons latins ou multilingues (Genève, Vaud, Neuchâtel, Fribourg, Berne, Valais, Tessin et Grisons), l'allemand reste la langue privilégiée du pays, en réaction à la prépondérance du français sous l'ancienne République helvétique. À la Diète, chacun fait usage de la langue de son choix mais les décisions sont publiées uniquement en allemand « le texte allemand faisant foi ».
La création d'institutions militaires fédérales, comme l'École militaire de Thoune, ainsi que la création de nombreuses sociétés d'étudiants contribuent à l'émergence d'un sentiment national et permettent à des personnes provenant des diverses régions linguistiques de se côtoyer. En outre, les élites de confession protestante des cantons de Genève, Vaud, Neuchâtel et Jura bernois s'intéressent à la culture allemande. Le français est introduit dans les programmes scolaires de Suisse allemande, à Bâle à partir de 1817. La Suisse romande occupe désormais une place dans la vie économique et culturelle créant un certain équilibre entre Alémaniques et Romands.

#### L'État fédéral de 1848 plurilingue
En 1847, la guerre civile du Sonderbund oppose cantons catholiques (Tessin excepté) et protestants. Les cantons romands se répartissent dans les deux camps selon leur confession et non leur appartenance linguistique ; ainsi les soldats de tout le pays se côtoient pour la même cause, ce qui préserve la paix des langues. La rapide victoire des forces fédérales permet la création d'un État démocratique et progressiste.
Le problème des langues n'est pas un thème central du nouvel État. Selon l'article 109 (adopté de justesse) de la constitution de 1848, « Les trois principales langues parlées en Suisse, l'allemand, le français et l'italien sont les langues nationales de la Confédération ». Ces trois langues deviennent également langues officielles. Il n'y a donc pas coïncidence entre langue et nation en Suisse puisque l'allemand, majoritaire, n'est pas la seule langue nationale. C'est une originalité dans le contexte européen des États-nations.
Le premier conseil fédéral tient compte des langues car il est composé de cinq Alémaniques, d'un Romand et d'un Tessinois. Toutefois, du fait de sa structure même, l'État fédéral de 1848 a rendu les trois langues latines minoritaires : la tendance est à la centralisation des affaires publiques sur le plan national.
Il faut attendre les années 1990 pour voir la question de la sauvegarde de la diversité linguistique et culturelle s'inscrire dans les textes fondamentaux. Le peuple accepte, en 1996, un nouvel article constitutionnel sur les langues; la révision de la constitution fédérale d'avril 1999 contient plusieurs nouveaux articles sur les langues, dont les apports principaux sont : le romanche, langue nationale depuis 1938 est inscrit en tant que langue nationale (article 4), les cantons déterminent leurs langues officielles en prenant en considération les minorités autochtones (article 70.2), la Confédération et les cantons encouragent la compréhension et les échanges entre communautés linguistiques (article 70.3), la Confédération soutient les cantons plurilingues dans leurs tâches particulières (article 70.4) et soutient les mesures pour promouvoir et sauvegarder l'italien et le romanche (article 70.5).

## Langues nationales et langues officielles

Usage des quatre langues par le « Don suisse » sur une « carte de la Fête nationale » de 1945.

Au niveau fédéral, on distingue les langues nationales qui sont les langues utilisées en Suisse des langues officielles, qui sont celles utilisées pour les rapports à la Confédération ou aux cantons.
Les quatre langues nationales sont l'allemand (et non le suisse allemand), majoritaire, et trois langues romanes minoritaires : le français, l’italien et le romanche.
Les langues officielles sont l'allemand, le français et l’italien. Selon l'article 70 de la Constitution fédérale de 1999, le romanche est partiellement langue officielle en ce sens qu'il est utilisé pour les rapports que la Confédération entretient avec les personnes de langue romanche ; c'est donc, depuis cette date, une langue officielle régionale car localisée au seul canton des Grisons.
À l'ONU, la Suisse utilise le français comme langue de travail,.

### Principes
Les quatre grands principes inscrits dans la Constitution fédérale sont :
- l'égalité des langues ;
- la liberté des citoyens en matière de langue ;
- la territorialité des langues ;
- la protection des langues minoritaires.

Les trois langues officielles sont donc égales en droit au niveau fédéral depuis 1848. Selon le deuxième principe, les citoyens ont la liberté de choisir leur langue, c'est cependant le principe de territorialité qui est primordial, car il permet de stabiliser les zones linguistiques. Quant au romanche, fortement minoritaire, il voit son territoire se réduire au fil du temps. Par ailleurs, grâce à leur statut de langues régionales et au titre du quatrième principe, l'italien et le romanche reçoivent le soutien de la Confédération, qui encourage les mesures prises par les cantons des Grisons et du Tessin.

### Législation
Le soutien des langues minoritaires est d'abord régi par la « loi fédérale du 6 octobre 1995 sur les aides financières pour la sauvegarde et la promotion des langues et des cultures romanche et italienne ». Cette loi est remplacée depuis le 1er janvier 2010 par une loi générale, la « loi fédérale du 5 octobre 2007 sur les langues nationales et la compréhension entre les communautés linguistiques (Loi sur les langues, LLC) ». Son ordonnance d’application entre en application le 1er juillet 2010. La sauvegarde et la promotion des langues minoritaires est reprise par l'ordonnance. De nouveaux points y sont ancrés : ce sont des mesures d'encouragement aux échanges scolaires, le soutien aux cantons plurilingues, des mesures pour renforcer le plurilinguisme dans l'administration fédérale, en instaurant des quotas et, finalement, par la création d'un centre de compétence du plurilinguisme,.
La liberté des citoyens en matière de langue cohabite avec la jurisprudence du Tribunal fédéral en matière de langue maternelle,. En effet, le principe de la liberté des citoyens en matière de langue et celui de la territorialité des langues peuvent être en concurrence, principalement dans les quelques communes, districts ou cantons officiellement bilingues.

### La Suisse et la convention européenne sur les langues minoritaires
Le 25 septembre 1997, la Suisse a ratifié la charte européenne des langues régionales ou minoritaires du 5 novembre 1992 ; celle-ci est entrée en vigueur dans le pays le 1er avril 1998 sous la forme de la loi RS 0.441.2 présentée par l'office fédéral de la culture qui est responsable de sa mise en œuvre. Du fait de sa situation linguistique spécifique, la Suisse déclare alors ne pas avoir de « langue régionale ou minoritaire » tout en reconnaissant au romanche et à l'italien le statut de « langues officielles moins répandues » au sens de l'article 3 de la charte et déclare le yéniche comme « langue sans localisation territoriale ». Conformément aux dispositions de la charte, la Suisse adresse au secrétaire général du Conseil de l'Europe un premier rapport périodique le 2 décembre 1999 dans lequel sont précisées les dispositions juridiques alors mises en place, l'absence, au sens juridique du terme, de langue régionale ou minoritaire ainsi que deux rapports, rédigés respectivement par les cantons des Grisons et du Tessin sur l'application des paragraphes concernant les mesures recommandées par la charte.
Conformément à l'article 15 de la charte, un rapport d'évaluation rédigé par des experts indépendants est remis tous les trois ans au conseil de l'Europe.
En 2001, le comité des ministres du Conseil de l'Europe adopte, sur proposition d'un comité d'experts dont le rapport contient huit conclusions générales, une recommandation en trois points demandant à la Suisse de renforcer la protection de la langue romanche, en particulier devant la justice dans les Grisons et de renforcer l'utilisation du romanche et de l'italien au sein de l'administration fédérale. L'année suivante, la Suisse produit un second rapport périodique dans lequel elle revient largement sur la recommandation de renforcer l'usage des langues minoritaires au sein de l'administration et précise en particulier la différence entre l'italien, langue officielle, et le romanche, langue nationale, dont l'adoption comme langue de travail ne serait « pas réaliste, vu le petit nombre de personnes de langue romanche dans l'administration et le coût disproportionné de l'opération ». Le rapport mentionne enfin les développements des services de traduction italienne, décidés en 1991 et mis en application en 1996 et 1999 lorsque plus de 20 postes de travail ont été créés dans ce domaine.
Dans sa seconde publication en 2004, le comité met en avant deux nouvelles recommandations : l'encouragement de l'utilisation du romanche sur les radios et télévisions privées ainsi que la reconnaissance du yéniche comme langue régionale ou minoritaire traditionnellement parlée et faisant partie du patrimoine culturel et linguistique du pays. Dans le rapport d'experts qui accompagne la recommandation, le cas particulier de la minorité parlant le walser dans la commune de Bosco-Gurin est évoqué sous la forme d'une indication selon laquelle cette langue serait en train de disparaître et d'un avis demandant aux autorités compétentes de prendre « des mesures urgentes pour soutenir l'allemand (walser) dans cette commune ». Ces différents points sont largement pris en compte et détaillés dans le troisième rapport publié par la Suisse en 2006 où, si le yéniche est officiellement reconnu comme faisant partie intégrante du patrimoine culturel suisse, le canton du Tessin déclare « qu'à l'image des espèces biologiques il existe également pour les langues en voie d'extinction une grandeur limite en deçà de laquelle la survie est impossible » et que les quelque 30 habitants de la commune parlant encore walser ne justifient pas d'entreprendre des actions de sauvegarde de cette langue.
Le troisième rapport du comité d'experts, publié en 2008, demande de s’assurer que le Rumantsch Grischun est introduit dans les écoles ; que, dans les communes à majorité germanophone, le romanche soit utilisé dans les relations avec les locuteurs minoritaires romanches ; et finalement de maintenir le dialogue avec les locuteurs yéniches en vue de l'application de la charte.

### Équilibre linguistique du conseil fédéral
L'organe exécutif de la Confédération est le Conseil fédéral composé de sept membres.
La loi ne fixe que peu de critères sur la représentativité des membres du Conseil mais l'origine géographique cantonale et linguistique des candidats joue un rôle déterminant dans le choix de ceux-ci. La proportion entre Latins et Alémaniques a de tout temps fait l'objet d'une attention particulière ainsi, le premier Conseil fédéral de 1848 comportait deux Latins (un Vaudois et un Tessinois) et cinq Alémaniques, une proportion proche de la répartition linguistique de la population suisse. La plupart du temps les deux Latins viennent de Suisse romande mais cette proportion ne fut pas constante et, parfois, le Conseil n'eut qu'un Latin (les périodes 1913 - 1917, 1934 – 1947 et 1967 - 1970). La Suisse italienne n'a pas toujours été représentée au Conseil fédéral, tout comme les romanchophones. Les quelques conseillers fédéraux du canton des Grisons parlaient romanche mais un seul, Felix-Louis Calonder, conseiller fédéral entre 1913 et 1920, a pleinement représenté la région romanche.
La question de la représentativité linguistique au sein du Conseil fédéral est régulièrement sujet de débats et spéculations lors des périodes de renouvellement des conseillers fédéraux.

## Répartition géographique
| année                                                                               | allemand | français | italien | romanche | autres langues, |
| ----------------------------------------------------------------------------------- | -------- | -------- | ------- | -------- | --------------- |
| 1910                                                                                | 69,1     | 21,1     | 8,1     | 1,1      | 0,6             |
| 1920                                                                                | 70,9     | 21,3     | 6,1     | 1,1      | 0,6             |
| 1930                                                                                | 71,9     | 20,4     | 6,0     | 1,1      | 0,6             |
| 1941                                                                                | 72,6     | 20,7     | 5,2     | 1,1      | 0,4             |
| 1950                                                                                | 72,1     | 20,3     | 5,9     | 1,0      | 0,7             |
| 1960                                                                                | 69,3     | 18,9     | 9,5     | 0,9      | 1,4             |
| 1970                                                                                | 64,9     | 18,1     | 11,9    | 0,8      | 4,3             |
| 1980                                                                                | 65,0     | 18,4     | 9,8     | 0,8      | 6,0             |
| 1990                                                                                | 63,6     | 19,2     | 7,6     | 0,6      | 8,9             |
| 2000                                                                                | 63,7     | 20,4     | 6,5     | 0,5      | 9,0             |
| 2010                                                                                | 65,6     | 22,8     | 8,4     | 0,6      | ND              |
| 2020                                                                                | 62,3     | 22,8     | 8,0     | 0,5      | ND              |
| 2022                                                                                | 61,8     | 22,8     | 7,8     | 0,5      | ND              |
| La répartition des langues en 2000 Source : Office fédéral de la statistique (2002) |          |          |         |          |                 |
|                                                                                     |          |          |         |          |                 |

La Suisse est découpée en quatre zones linguistiques reconnues, en principe unilingues : une zone de langue allemande, une zone de langue française, au sud du pays, une zone de langue italienne, représentée par le canton du Tessin et quelques vallées méridionales des Grisons et une zone de langue romanche située aux Grisons.
Si la majorité des cantons sont unilingues, certains ont leur territoire partagé en deux voire trois zones linguistiques.
Sur les 26 cantons que compte le pays, 22 ont une seule langue officielle :
- 17 cantons alémaniques avec l'allemand : Appenzell Rhodes-Intérieures, Appenzell Rhodes-Extérieures, Argovie, Bâle-Campagne, Bâle-Ville, Glaris, Lucerne, Nidwald, Obwald, Saint-Gall, Schaffhouse, Soleure, Schwytz, Thurgovie, Uri, Zoug et Zurich ;
- quatre cantons romands avec le français :  Genève, le Jura, Neuchâtel et Vaud ;
- un canton avec l'italien : le Tessin.

Les cantons partagés en deux voire trois zones linguistiques sont :
- trois cantons avec l'allemand et le français comme langues officielles : Fribourg, le Valais et Berne ;
- un avec l'allemand, l'italien et le romanche comme langues officielles : les Grisons. Cependant, le romanche est présent seulement dans une petite partie du canton.

| Langue principale parlée par la population résidente (en %) | Légende                                                                   |
| ----------------------------------------------------------- | ------------------------------------------------------------------------- |
|                                                             | - Allemand - Français - Italien - Romanche - Autre(s) langue(s) seulement |
| Sources                                                     |                                                                           |

### Principe de territorialité
La Confédération n'est pas compétente en matière de répartition des langues. Les frontières linguistiques sont fixées par les cantons, qui déterminent leurs langues officielles et veillent à la répartition territoriale traditionnelle des langues. Dans certains cas, ils peuvent déléguer ce pouvoir aux communes (par exemple pour délimiter la zone de langue romanche dans le canton des Grisons).
Le but du principe de territorialité est le maintien, autant que possible, des zones linguistiques dans leurs limites historiques, qui restent relativement stables. Néanmoins, entre 1860 et 2000, 83 communes ont changé de région linguistique et au cours de l'histoire la frontière entre l'allemand et le français a varié à Fribourg, au Jura et en Valais.
Par exemple en Valais, les villes de Sion et Sierre ont été d'abord de langue française puis, sous l'Ancien Régime, de langue allemande avant de revenir au français. La région romanche diminue régulièrement au profit de la région linguistique allemande.
Avec le principe de territorialité, chaque commune a une langue officielle et, par exemple, lorsqu'un germanophone s'établit en Suisse romande, il doit accepter la langue officielle de son lieu de résidence et, notamment, accepter que l'école publique se fasse en français. Une exception partielle à ce principe est admise en ville de Berne, du fait de sa fonction de ville fédérale, où travaillent de nombreux employés fédéraux provenant des autres régions linguistiques. La ville comporte notamment des écoles en d'autres langues que l'allemand, dont une officielle, en français.

#### Brassage des langues
À l'intérieur même des quatre régions linguistiques, on observe des différences dans la répartition des langues. Dans la région germanophone, en 2000, l'italien est la deuxième langue nationale la plus pratiquée avec 3 % de la population, le français seulement 1,4 %. Dans les autres régions linguistiques, l'allemand se place toujours au deuxième rang, mais à des degrés divers : 5,1 % en Suisse romande, 8,3 % en Suisse italienne et 25 % en région romanche.
La région romanchophone est la moins homogène avec 68,9 % des résidents utilisant la langue officielle. En outre, seule un peu plus de la moitié de l'ensemble des romanchophones y réside. En effet, 18 000 locuteurs vivent dans leur propre région linguistique, 9 000 dans le reste du canton des Grisons et 8 000 dans le reste de la Suisse dont 990 à Zurich, qui est la ville suisse (hors Grisons) comptant le plus grand nombre de personnes parlant romanche.
| -                                                                                      | Allemand | Français | Italien | Romanche | Langues non nationales , |
| -------------------------------------------------------------------------------------- | -------- | -------- | ------- | -------- | ------------------------ |
| Région germanophone                                                                    | 86,6     | 1,4      | 3,0     | 0,3      | 8,7                      |
| Région francophone                                                                     | 5,1      | 81,6     | 2,9     | 0,0      | 10,4                     |
| Région italophone                                                                      | 8,3      | 1,6      | 83,3    | 0,1      | 6,6                      |
| Région romanchophone                                                                   | 25,0     | 0,3      | 1,8     | 68,9     | 3,9                      |
| Source : Recensement fédéral de la population (2000), Office fédéral de la statistique |          |          |         |          |                          |

Le brassage des langues est dû à :
- les échanges le long d'une frontière linguistique,
- l'économie et les transports,
- l'immigration et
- les migrations internes.

Le long des frontières linguistiques les langues se côtoient, voire se mélangent, et l'on recense quelques communes bilingues comme Bienne, Fribourg et Morat. Alors que les Suisses sont dans leur grande majorité monolingues, les habitants de ces régions sont souvent bilingues.
Loin des frontières linguistiques les langues se côtoient aussi par l'économie. Par exemple, la part de germanophones au Tessin progresse au XXe siècle. Ceci depuis la construction de la ligne de chemin de fer du Gothard par le tunnel du Gothard, ouverte en 1882, suivie par le tunnel routier ouvert en 1980 qui facilitent les échanges, le tourisme et l'établissement de nombreux germanophones suisses ou étrangers au Sud des Alpes. En 1980, certaines communes, comme Orselina, ont jusqu'à 50 % de germanophones. Dans les grands centres économiques comme Genève ou Zurich, l'anglais est très présent dans les entreprises multinationales. La ville fédérale de Berne occupe de nombreux fonctionnaires francophones.
L'immigration d'italophones de l'étranger dans les années 1960 - 1970 fait que le nombre de personnes de langue maternelle italienne a augmenté dans une grande proportion partout en Suisse, et pas seulement en Suisse italienne. Le taux maximal d'italophones en Suisse a atteint 11,9 % en 1970 ; il baisse depuis lors car les descendants de la première génération d'immigrés adoptent la langue de leur lieu de résidence. Parmi ceux-ci, 40 % pratiquent encore l'italien dans le cercle familial.
La migration interne : des étudiants tessinois qui doivent étudier à Zurich, des entreprises ouvrant des succursales dans toute la Suisse sont des exemples induisant des déplacements de population d'une région linguistique à l'autre.

#### Cantons bilingues
Dans les cantons qui comptent deux voire trois zones linguistiques, la Confédération soutient les cantons plurilingues dans l’exécution de leurs tâches particulières. La politique linguistique est déterminée par chaque canton au niveau des districts et des communes et le principe de la territorialité est appliqué.
Ainsi, dans le canton bilingue de Berne, le français est la langue officielle dans le Jura bernois alors que c'est l'allemand dans le reste du canton, sauf la région de Bienne qui est bilingue allemand / français.
- Dans le canton de Fribourg, le district de la Singine, germanophone, représente 14,5 % de la population totale du canton.
- Dans le canton du Valais, les districts germanophones du Haut-Valais représentent 37,1 % de la population totale du canton.
- Dans le canton des Grisons, la répartition des langues entre le romanche, l'allemand et l'italien se fait au niveau des communes. Les régions de Bernina, de Moesa, ainsi que la commune de Bregaglia (région de Maloja) sont nettement italophones.

#### Districts et communes bilingues

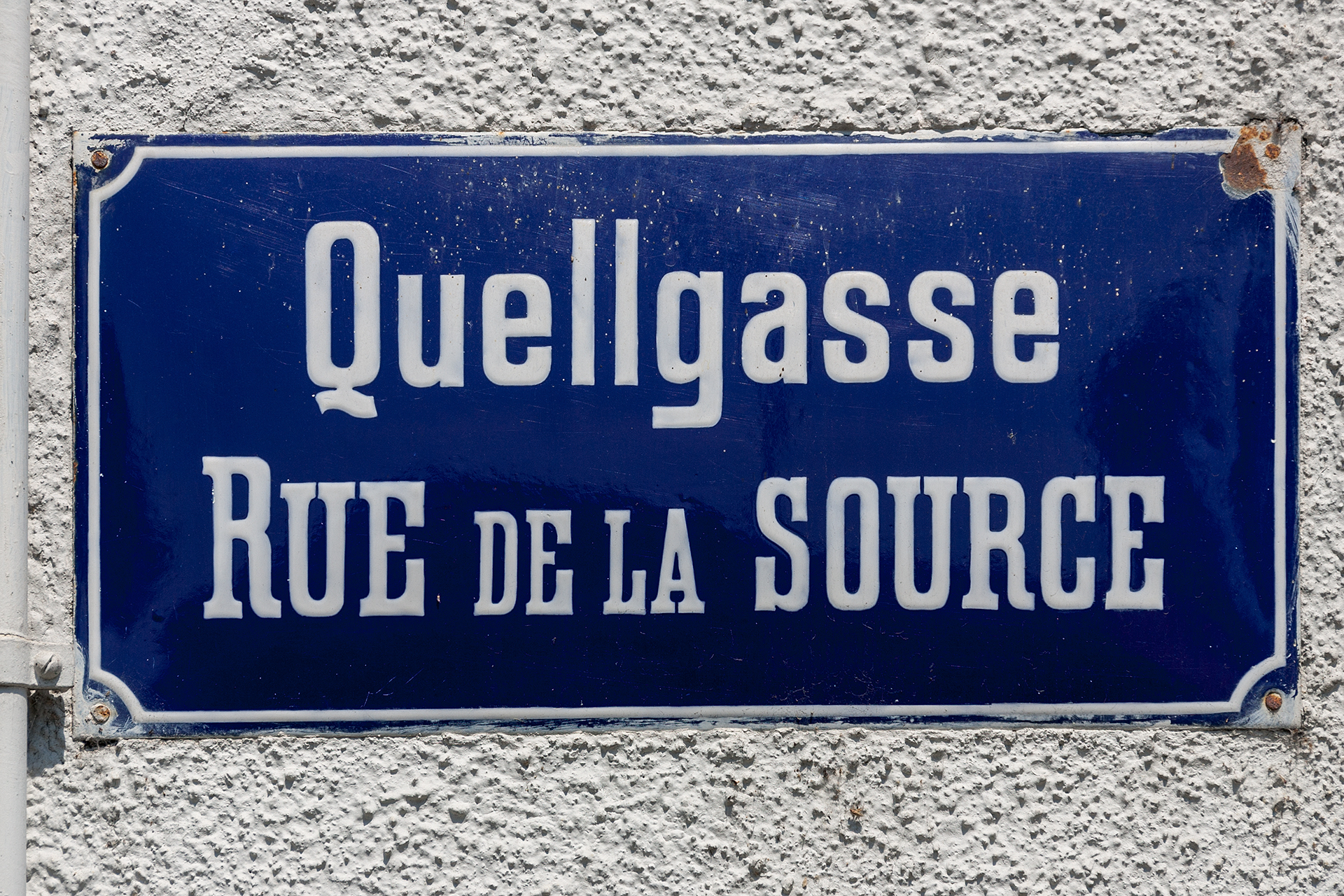
Plaque indicatrice de rue bilingue à Bienne.

Dans certaines agglomérations situées sur la frontière linguistique, le bilinguisme est également appliqué au niveau communal. Le bilinguisme communal est cependant très rare : seules 35 communes sont bilingues français - allemand. Une commune est bilingue si la minorité linguistique représente au moins 30 % de la population résidente. Par exemple, Bienne est bilingue allemand - français et la ville de Fribourg bilingue français - allemand.
Les districts bilingues sont :
- Dans le canton de Berne, l'arrondissement administratif de Bienne avec 62,7 % de germanophones et 31,1 % de francophones sur la période 2019-2021[62].
- Dans le canton de Fribourg, sur la période 2019-2021, le district de la Sarine avec 80,9 % de francophones et 12 % de germanophones et celui du Lac avec 61,3 % de germanophones et 33,2 % de francophones[62].
- Dans le canton des Grisons, la plupart des régions sont bilingues.
- En Valais, il n'y a pas de district bilingue[pls 5].

#### Limites de la liberté des langues
Dans les quelques régions officiellement bilingues, le principe de la liberté des citoyens en matière de langue est limité par celui de la territorialité des langues. Le principe de la liberté des citoyens en matière de langue permettrait à une minorité nationale d'utiliser sa langue dans ses rapports aux autorités ou qu'il soit possible de suivre l'école publique dans sa langue minoritaire. En fait, le principe de territorialité exige que seule la langue déterminée officiellement soit utilisée à l'école. Par exemple, dans le canton des Grisons, les communes déterminent leur langue et, en raison de la forte présence de germanophones dans les communes romanchophones, les situations varient selon les politiques communales. À Pontresina l'école se fait en romanche alors que seule 15 % de la population est romanchophone. Dans la commune voisine de Saint-Moritz, la population romanchophone également minoritaire doit accepter que l'école se fasse en allemand. Le principe de la territorialité des langues, parfois remis en question, agit ainsi comme un instrument d'assimilation dans les cantons des Grisons, Fribourg, Valais et Berne ou les villes de Bienne, Fribourg, Sion et Sierre.
L'arrondissement administratif de Bienne, bilingue, restreint le principe de la territorialité au profit de celui de la liberté des langues ; la population est censée être polyglotte. L'usage de l'allemand et du français est possible envers les autorités. La représentation politique est proportionnelle à la répartition allemand / français de la population et chacun s'exprime dans sa langue au parlement, sans traduction.

### Limites linguistiques

#### Röstigraben
Le Röstigraben (en allemand, traduit par la « barrière de röstis », du nom du plat typique de Suisse alémanique, la galette de pommes de terre grillées) est le nom que l'on donne au clivage linguistique, culturel et politique entre allemand et français. Cette frontière linguistique remonte au Haut Moyen Âge.
L'étude des toponymes de localités permet de retracer l'étendue des zones d'influence des différentes langues. Ainsi, les noms de villages se terminant en -ens ou -ence (équivalent du -ange lorrain et du -inge picard), très fréquents dans les cantons de Fribourg et de Vaud jusqu'au bord du lac Léman, sont d'origine alamane et montrent ainsi des percées larges dans le territoire burgonde, les préfixes Wal- et Walen- (qui signifient Welsch) se trouvent en nombre dans la zone comprise entre l'Aar et la Sarine, qui fixe la frontière linguistique à partir du VIIIe siècle.

#### Limite du romanche
Dans le sud et l'est du pays, le processus ne sera pas aussi rapide et la frontière linguistique changera lentement. Si le romanche est resté pendant longtemps dominant dans les vallées rhétiques, il s'étend, selon certaines sources, encore jusqu'à Einsiedeln au Xe siècle. Glaris est encore bilingue au XIe siècle, à la période où le dialecte germanique commence à se répandre dans la vallée de Conches, puis dans tout le Haut-Valais, provoquant la migration des Walser, qui vont ensuite rejoindre, au XIIIe siècle, les vallées grisonnes. Dès le XIVe siècle, la majorité des vallées et la totalité du Vorarlberg sont devenus germanophones, la population indigène ayant adopté la langue de la classe dominante. Les seules enclaves romanches qui résistent sont géographiquement reliées par des cols à l'Italie.

#### Limite de l'italien
La limite linguistique entre l'italien et l'allemand est naturelle et sépare, en Suisse, le nord du sud des Alpes. Elle suit les sommets du massif du Gothard, l'italien et ses différents dialectes étant parlés au sud de celui-ci, au Tessin, et dans les vallées du canton des Grisons situées au sud des Alpes. Seule exception à cettre règle, le village de Bivio, dans la région d'Albula, est l'unique village italophone de Suisse qui se situe sur le versant nord des Alpes.

## Usages
Si le pays est quadrilingue, les habitants ne possèdent pas tous le même répertoire et rarement les quatre langues nationales. En majorité, les Suisses naissent monolingues ; 6 % sont bilingues au début de la scolarité. La majorité des Suisses deviennent ainsi plurilingues par l'apprentissage des langues.
L'usage des langues diffère selon les régions linguistiques, la proximité ou non d'une limite linguistique, la nationalité et le brassage des populations, le profil socio-économique ou la branche d'activité. En 2012, 65 % de la population a l'allemand comme langue principale, 23 % le français, 8 % l'italien, 0,5 % le romanche qui est en régression lente (-15 % depuis dix ans) et compte moins de 40 000 locuteurs, et 21 % de la population résidente parle une langue étrangère non nationale (les langues principales totalisent plus de 100 % car depuis 2010 les suisses peuvent en indiquer plusieurs lors des recensements). Dans la pratique, selon le recensement de 1990, 93 % des germanophones parlent l'un des nombreux dialectes suisses allemands ou Schwyzerdütsch, 72 % des Suisses dans leur ensemble les parlent ainsi au quotidien, et 66 % de ces germanophones n'utilisent que ces dialectes à la maison. Par rapport à la répartition des langues principales, les langues parlées pour un usage familial ou professionnel sont plus fortement représentées, surtout les langues minoritaires et y compris celles de l'immigration ; en moyenne, un adulte parle deux langues étrangères.
Les Suisses alémaniques appellent parfois les Romands les Welsches et la Suisse romande le Welschland, le mot Welsch signifiant celte en vieil allemand. Il a ensuite été repris pour qualifier les peuples de langue romane dans les zones majoritairement francophones comme la Romandie (Welschland) ou encore la Wallonie (sud de la Belgique).
Les Suisses romands appellent parfois les Suisses alémaniques les Totos ou Bourbines et la Suisse alémanique Bourbineland (ces termes ont en principe une connotation péjorative).

### Langues nationales (les quatre zones linguistiques)

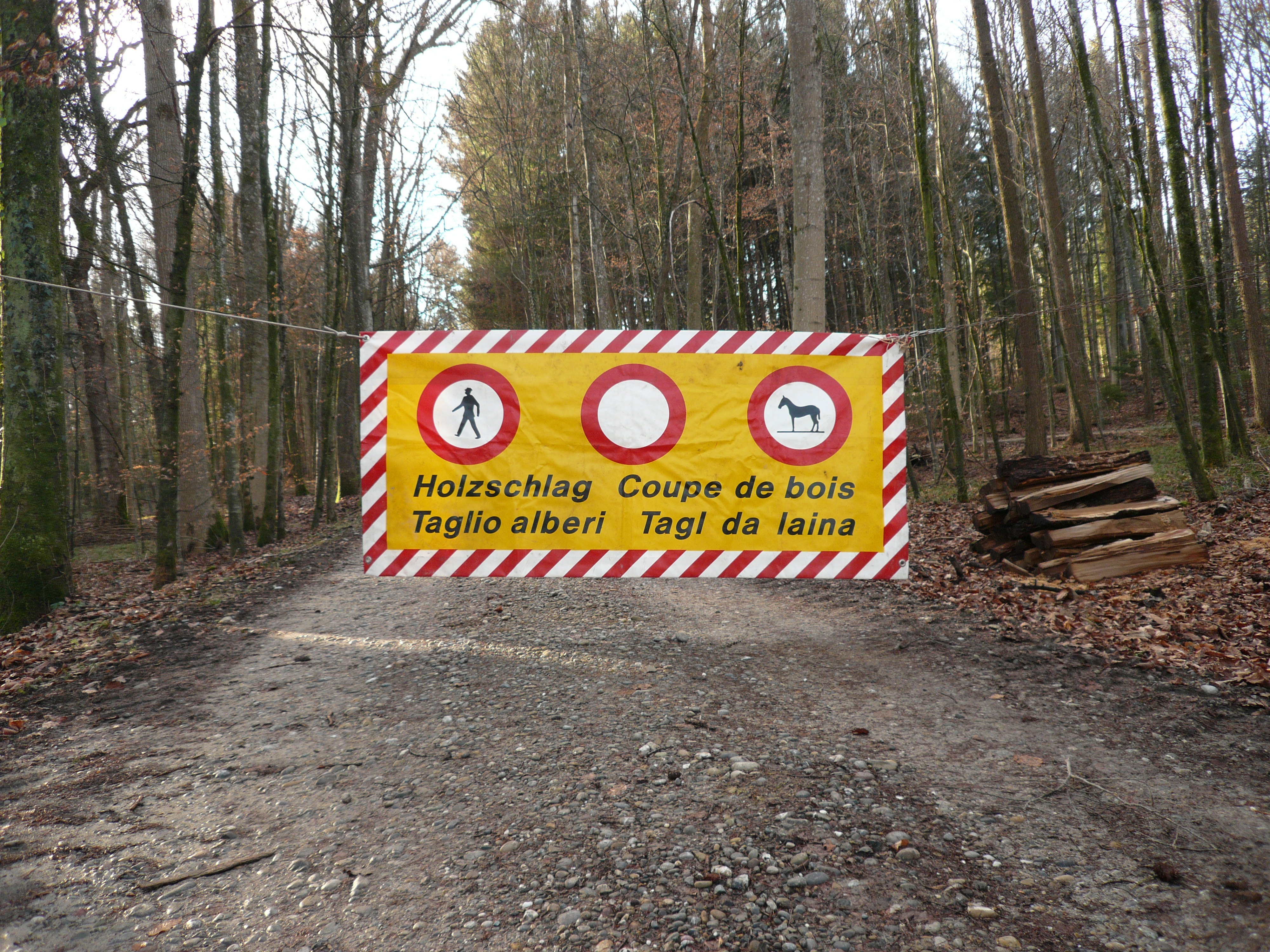
Panneau en quatre langues.

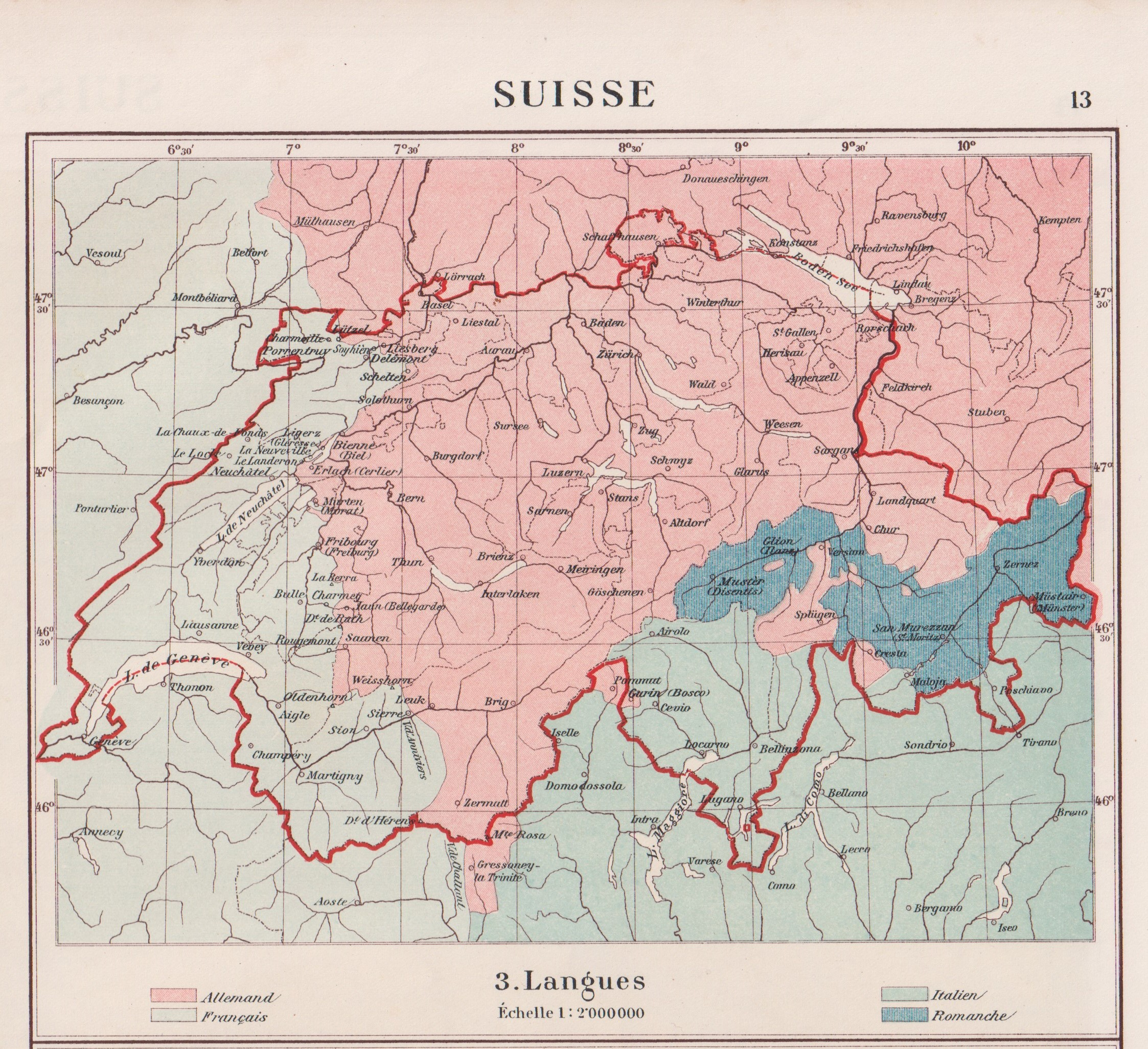
Présentation geographique des langues en Suisse au XXe siècle. Page d'un atlas scolaire, dans la collection du musée juif de Suisse.

La plupart des Suisses parlent plus d’une langue. À l'école, l'enseignement d'une autre langue nationale comme langue étrangère est obligatoire et est du ressort de chaque canton. Les Romands ou Tessinois apprenant l'allemand standard à l'école, l'usage courant du suisse-allemand en Suisse alémanique est une difficulté supplémentaire aux échanges culturels, ainsi que pour l'accès à des études ou à des emplois où la connaissance et la pratique d'un dialecte alémanique sont importantes. En Suisse alémanique, les étrangers et les Suisses provenant des autres régions linguistiques doivent, s'ils veulent pouvoir communiquer avec les habitants de leur lieu de résidence, apprendre l'allemand standard et le suisse-allemand local.
Les minorités italophone et romanchophone sont particulièrement défavorisées : les principales hautes écoles se trouvent soit en Suisse romande, soit en Suisse alémanique. Aussi, ces minorités sont contraintes de parler l'allemand pour défendre leur économie face à la Suisse allemande.
La plupart des produits commerciaux sont étiquetés en français, en allemand et en italien.

#### Allemand

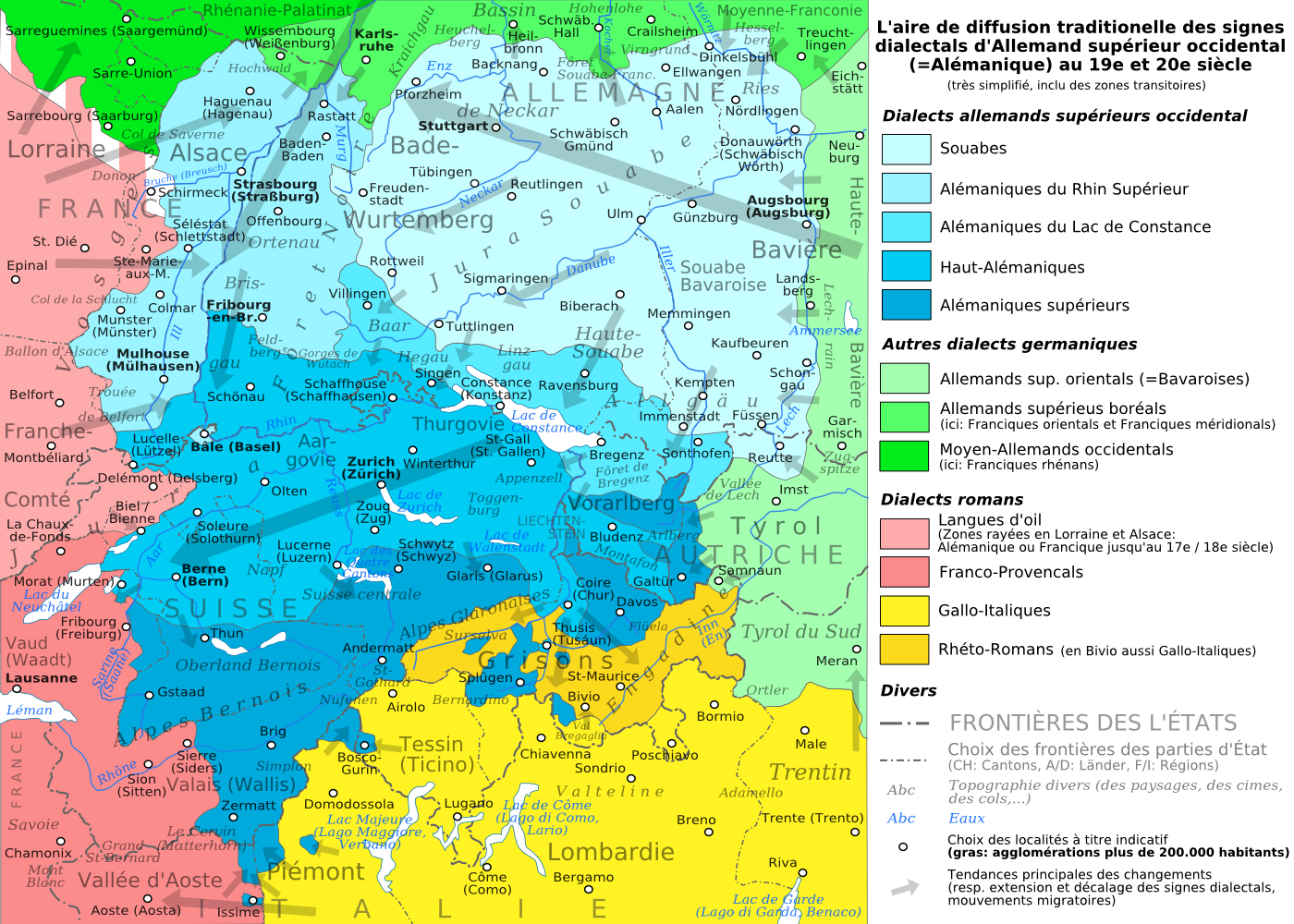
L'aire de diffusion traditionnelle des signes dialectaux d'allemand supérieur occidental (alémanique) aux.

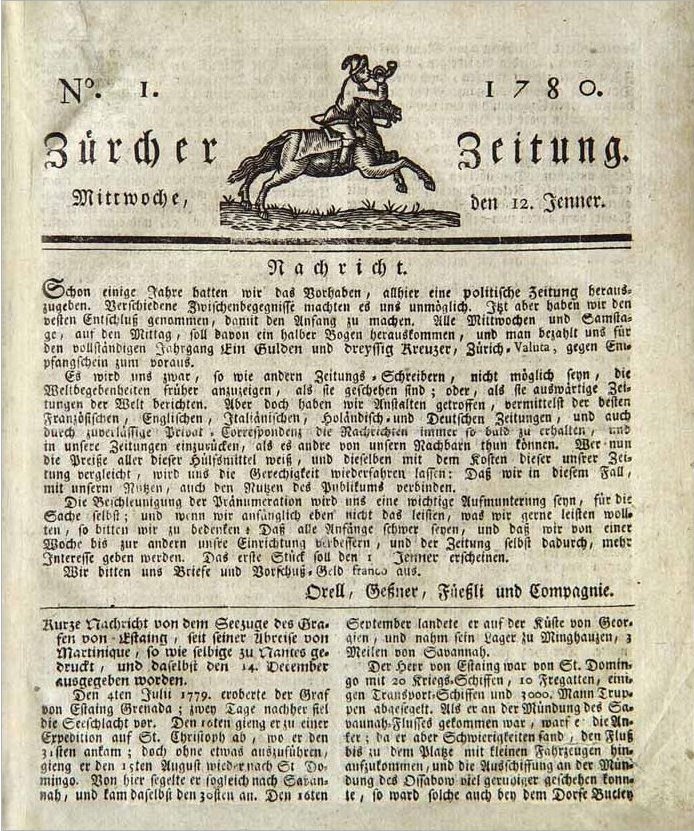
Première parution de la Neue Zürcher Zeitung en 1780.

Dans l'usage courant des langues et dans la sphère privée, la population germanophone parle généralement l'un des nombreux dialectes suisses allemands ou Schwiizerdütsch, lesquels jouissent d'une grande valorisation sociale, y compris dans les centres urbains, alors que l’usage de l’allemand standard – Hochdeutsch ou « haut allemand » – est limité aux situations les plus formelles.
Le suisse-allemand emprunte de nombreux termes étrangers au français, à l'italien ou à l'anglais. Ces emprunts ne sont pas forcément les mêmes que ceux de l'allemand. Un helvétisme est une tournure ou expression typique de la Suisse. Par exemple : Perron, Kondukteur et Billett au lieu de Bahnsteig, Schaffner et Fahrkarte.
Formés entre les XIe siècle et XVe siècle, les dialectes suisses allemands se répartissent, du nord au sud, en trois groupes : bas alémanique, haut alémanique et alémanique supérieur.
Seul le dialecte bâlois appartient au bas alémanique. La grande majorité des dialectes sont haut alémaniques et les dialectes pratiqués dans les Alpes sont de l'alémanique supérieur. La prononciation varie fortement du nord au sud et d'une région à l'autre.

L'allemand standard est appris à l'école primaire, il est ensuite principalement utilisé pour la forme écrite formelle, les journaux et les magazines. Son usage oral n'est pas apprécié de la population alémanique, en effet : 

« Le Suisse allemand n'est pas à l'aise quand il parle allemand, conscient qu'il est de s'exprimer de façon bizarre. Ainsi, les Suisses allemands n'ont pas une langue standard orale simplement déviante, ils n'ont en fait aucun registre oral dans la langue standard dans lequel ils soient à l'aise »

— Haas p. 104
 À la radio, à la télévision, mais aussi en politique, on parle de préférence le suisse allemand au lieu de l'allemand standard, sauf dans certaines émissions, comme les « nouvelles » et les discussions de fond traitant de la Suisse entière, où participent des représentants des minorités linguistiques. Dans le milieu scolaire, afin d’élever le niveau d’allemand des élèves qui généralement préfèrent le dialecte, plusieurs cantons alémaniques (dont Zurich, Schwytz, Uri et Zoug) ont imposé l’usage systématique de l'allemand standard, et les professeurs sont tenus de s’exprimer exclusivement dans cette langue. C'est également ce que recommande la conférence suisse des directeurs cantonaux de l'instruction publique (CDIP).
La considération de l'allemand standard par rapport aux dialectes alémaniques a évolué au cours de l'histoire. Au XVIIIe siècle, les dialectes étaient mal considérés et lorsque l'école devint obligatoire au début du XIXe siècle, l'usage de l'allemand standard augmenta significativement. À la fin du XIXe siècle l'allemand était utilisé en public et le dialecte en famille. L'arrivée grandissante de ressortissants allemands en Suisse fit craindre la disparition des dialectes. Des dictionnaires de régionalismes sont alors édités pour sauvegarder ce patrimoine, comme en 1862 le Schweizerische Idiotikon. Au début du XXe siècle, après la Première Guerre mondiale, l'allemand standard perdit de son influence et, après 1933, l'usage des dialectes fut encouragé afin de se distancer de l'Allemagne. Dans la seconde moitié du XXe siècle, le suisse allemand devient la langue courante. Dans l'enseignement public le dialecte devient la langue pratiquée avant de revenir au bon allemand à la fin du XXe siècle. Cependant, le brassage des populations urbaines et les médias modernes ont tendance à modifier les dialectes locaux, qui se transforment en un « suisse allemand interrégional » commun à toute la Suisse allemande.
En Suisse romande et italienne, c'est l'allemand standard qui est enseigné à l'école. C'est un handicap pour la communication et la compréhension interrégionale.

#### Français

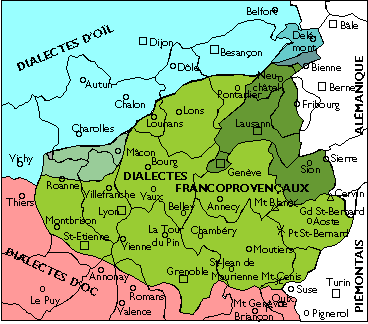
Les dialectes francoprovençaux et d'oïl.

Parlé dans l’ouest du pays, le français de Suisse se différencie peu du français de France. Il se caractérise par quelques termes issus du francoprovençal, par des mots tels que septante, huitante ou nonante, ainsi que, localement, par des mots et expressions empruntées aux langues germaniques tels que mouttre, witz, ou poutser.
L'usage des dialectes romands ou francoprovençaux décline à partir de la Réforme protestante et le déclin se poursuit durant la Révolution française. Il se maintient un peu plus dans les cantons catholiques et à la campagne. Au début du XIXe siècle, les pédagogues conseillent aux parents de parler français avec les enfants pour leur faciliter l'apprentissage des matières scolaires puis, à la fin du XIXe siècle, les dialectes seront finalement interdits à l'école sous peine de sanctions. Les dialectes romands se sont éteints au cours du XXe siècle. La commune d'Evolène dans le Val d'Hérens est la seule commune de Suisse romande où le patois local est transmis de génération en génération sans interruption. La pratique locale des patois subsiste, notamment en Valais (6,3 % de locuteurs à la fin du XXe siècle), dans le canton de Fribourg (3,9 %), et celui du Jura (3,1 %), mais ils ont presque totalement disparu dans l’usage quotidien. Ils proviennent tous du francoprovençal, excepté celui du canton du Jura qui est un dialecte d'oïl, le franc-comtois. Malgré l'appui institutionnel et le fait que le patois est inscrit dans la constitution jurassienne, le dialecte local ne se développe pas.
La publication d'un glossaire des patois de la Suisse romande débute en 1899, à l'initiative de Louis Gauchat.
Les Suisses romands apprennent l'allemand standard. S'ils habitent non loin de la frontière linguistique, ils apprennent plus facilement le suisse allemand.

#### Italien
En Suisse italienne (le canton du Tessin et les quelques vallées méridionales qui forment les Grisons italiens: Val Poschiavo, Val Bregaglia, Val Calanca et Val Mesolcina, ainsi que la commune de Bivio, seule commune du versant nord des Alpes dont l'italien est langue officielle), l'on parle un dialecte tessinois, apparenté aux parlers lombards, et la langue écrite est l'italien.
Il y a trois sortes d'italiens en usage :
- un dialecte local qui change d'une vallée à l'autre et qui est la langue des anciennes générations ;
- le dialecte tessinois régional, qui tend à remplacer les dialectes locaux, est le langage familier le plus couramment utilisé par toutes les couches de population, aussi bien pour un usage dans la sphère privée qu'en public ;
- l'italien, qui est la langue apprise à l'école, utilisée à l'écrit et pour les situations moins familières.

Le dialecte est la langue maternelle de la majorité de la population,. L'italien est utilisé avec le tessinois dans l'administration, le monde des affaires et les services publics. Les programmes de radio et télévision de la RTSI sont en italien mais certains sont en dialecte.
| Italien standard                             | Italien en Suisse        | Mot correspondant en français ou allemand                                 |
| -------------------------------------------- | ------------------------ | ------------------------------------------------------------------------- |
| offerta speciale                             | azione                   | action ; Aktion                                                           |
| prenotare/prenotazione                       | riservare / riservazione | réserver / réservation ; reservieren / Reservation (emprunté du français) |
| ordinare                                     | comandare                | commander                                                                 |
| istruttore                                   | monitore                 | moniteur                                                                  |
| guardrail, guardavia, sicurvia, guardastrada | guidovia                 | guiderail[réf. nécessaire]                                                |

La moitié de la population de l'aire italophone est bilingue. Les principales hautes écoles sont situées dans d'autres régions linguistiques du pays et la plupart des italophones sont donc contraints de parler l'allemand ou le français. À l'inverse, le Tessin est une région touristique fréquentée par les Suisses alémaniques ou les Allemands. L'usage de l'allemand standard au Tessin augmente et a tendance à devenir courant.
Les dialectes locaux, différents selon les vallées et les villages, sont vivaces jusque vers 1950. Les multiples langues, patois local, tessinois et italien, sont utilisées en fonction des besoins car, si les patois locaux révèlent l'origine du locuteur, il est parfois utile de l'escamoter; dans ce cas, il préfèrera utiliser un dialecte supra-régional. Interdits en classe avant la montée du fascisme en Italie, les patois sont depuis lors de nouveau tolérés au sein de l'école. Si le tessinois supra-régional est encore très répandu les patois locaux, eux, sont en voie de disparition et font l'objet d'études ethnographiques. Des dictionnaires dialectaux sont publiés dans les années 1970.
La commune de Bosco/Gurin est l'unique commune traditionnellement germanophone du Tessin. Ce village a été fondé en 1253 par des colons walser venus du Haut-Valais, lesquels ont apporté leur dialecte alémanique. Aujourd'hui bilingue, la majorité de la population du village parle désormais italien.

#### Romanche
- Allemand
- Romanche
- Italien

- Allemand
- Romanche
- Italien

- Allemand
- Romanche
- Italien

Le romanche (Rumantsch en romanche) est depuis la votation populaire du 20 février 1938 l'une des quatre langues nationales de la Suisse, le peuple ayant accepté d'amender la constitution fédérale,; il est considéré, avec certaines restrictions, comme langue officielle à l'échelle fédérale depuis la votation populaire du 10 mars 1996. Parlé uniquement dans le canton des Grisons, où il a un statut officiel depuis le XIXe siècle, le romanche connaît une lente régression (-15 % depuis dix ans, moins de 40 000 locuteurs) et son avenir est incertain.
On distingue cinq langues écrites infra-régionales :
- le sursilvan, ou sursylvain, pour 13 879 locuteurs natifs dans la région du Rhin antérieur (Surselva) ;
- le sutsilvan, ou subsylvain, pour 571 locuteurs natifs dans la vallée du Rhin postérieur (Schons, Rheinwald) ;
- le surmiran, ou sourmiran, pour 2 085 locuteurs natifs dans les vallées de l'Albula et de la Julia (Surses) ;
- le puter pour 2 343 locuteurs natifs en Haute-Engadine ;
- le vallader pour 5 138 locuteurs natifs en Basse-Engadine.

Le puter et le vallader forment ensemble le sous-groupe engadinois ou rumantsch ladin. On ne confondra pas ce sous-groupe avec la langue romane parlée au Tyrol du Sud, également appelée Ladin et qui fait partie du même ensemble rhéto-roman.
Ces cinq variétés romanches deviennent langues écrites avec la Réforme. On publie des bibles, des textes liturgiques et de la littérature romanche. La population de cette région non-homogène est dans sa grande majorité (70 %) bilingue. L'allemand est en effet utilisé aussi bien dans le cercle privé que dans la vie professionnelle et à l'école; le romanche étant essentiellement utilisé dans les cercles familiaux et privés. Les jeunes générations utilisent de moins en moins le romanche au profit du suisse-allemand comme langue de communication. Les situations de diglossie sont courantes et multiples : l'on passe d'un dialecte romanche parlé au romanche écrit, du romanche au suisse-allemand puis à l'allemand qui est langue d'enseignement secondaire.
Une langue unifiée a été créée en 1982 par la Ligue romanche comme langue standard ou langue de compromis. Fondée essentiellement sur trois des cinq variétés les plus courantes (le sursilvan, le vallader et le surmiran), cette nouvelle langue écrite, « le Rumantsch Grischun », est utilisée comme langue officielle. Les nouveaux manuels scolaires édités par le canton ainsi que les documents administratifs sont désormais publiés seulement dans cette forme unifiée de la langue, pourtant la grande majorité des écoles et des administrations communales utilisent encore les cinq langues écrites infra-régionales,, tout comme les habitants qui ne se reconnaissent pas dans cette langue unifiée.

### Usage des langues nationales par la population immigrante
Les étrangers représentent 18 % de la population totale. Parmi ceux-ci, deux tiers des immigrants déclarent utiliser une des langues nationales comme langue principale, mais leur répartition est différente de celle de la population suisse. La part des italophones est plus grande : 14,8 % parlent italien soit presque autant que le français (18 %). L'allemand est parlé par près d'un tiers des étrangers (29,4 %).
| -                                                                                      | Allemand | Français | Italien | Romanche | Langues non nationales, |
| -------------------------------------------------------------------------------------- | -------- | -------- | ------- | -------- | ----------------------- |
| Population totale                                                                      | 63,7     | 20,4     | 6,5     | 0,5      | 9,0                     |
| Population de nationalité suisse                                                       | 72,5     | 21,0     | 4,3     | 0,6      | 1,6                     |
| Population de nationalité étrangère                                                    | 29,4     | 18,0     | 14,8    | 0,1      | 37,7                    |
| Source : Recensement fédéral de la population (2000), Office fédéral de la statistique |          |          |         |          |                         |

### Langues minoritaires ou régionales
La Suisse compte plusieurs langues minoritaires ou régionales: certaines sont des langues autochtones qui sont soit très localisées, d’autres sont très minoritaires et menacées de disparition et d’autres encore sont sans attache territoriale.

#### Langues minoritaires sans territoire

##### Yéniche
En 1997, le yéniche est reconnu en tant que « langue minoritaire sans territoire » de la Suisse.

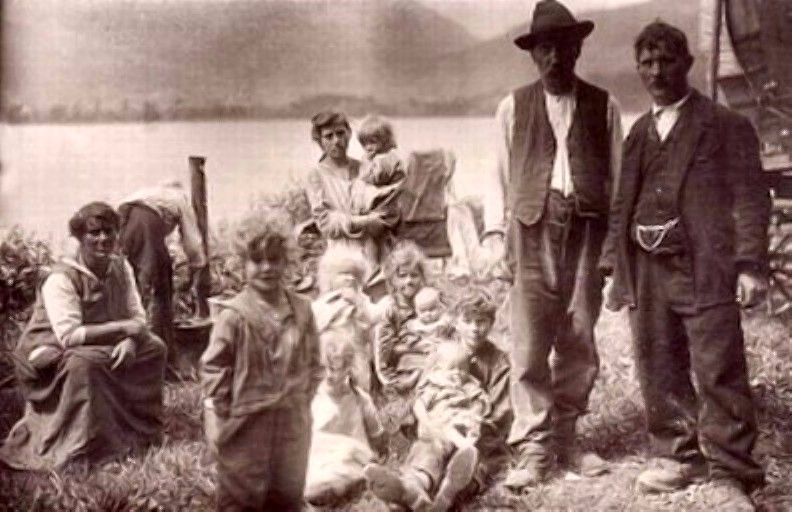
Yéniches au lac de Lauerz à Schwytz, 1928, collection particulière.

Le yéniche est le sociolecte ou cryptolecte des Yéniches, c'est-à-dire de certains groupes marginalisés qui ont mené depuis plusieurs générations une vie nomade ou semi-nomade. En Suisse, on compte environ 30 000 Yéniches ; ils forment une minorité autochtone dont 3 500 pratiquent encore le nomadisme. Considérée comme « langue minoritaire sans localisation territoriale », le yéniche se caractérise par une grammaire allemande et par un lexique composé qui dérive ses éléments de l'allemand, de l'hébreu et de la romani, avec un nombre mineur d'emprunts d'autres langues européennes (surtout français et italien).

##### Yiddish
Le yiddish est une langue juive d'origine germanique proche de l'allemand, avec un apport de vocabulaire hébreu et slave, qui a servi de langue vernaculaire aux communautés ashkénazes d'Europe centrale et orientale. Après son apogée dans les années 1920, cette langue a disparu progressivement mais s'est stabilisée maintenant. Actuellement, elle est parlée par une petite communauté de 1 500 personnes, en premier lieu par des Juifs ultra-orthodoxes.

#### Langues régionales suisses

##### Bavarois
Le bavarois est une langue du groupe Haut allemand ; en Suisse, il est présent sous la forme d'un dialecte du Tyrol (bavarois du Sud), il est parlé uniquement dans la commune de Samnaun (Grisons), qui se considère comme la plus petite minorité linguistique de Suisse. Cette particularité vient du fait que la commune est géographiquement orientée vers le Tyrol autrichien et accessible à partir de celui-ci. Ce n'est que depuis 1913 qu'une route relie le village à partir de la Suisse.

##### Francoprovençal

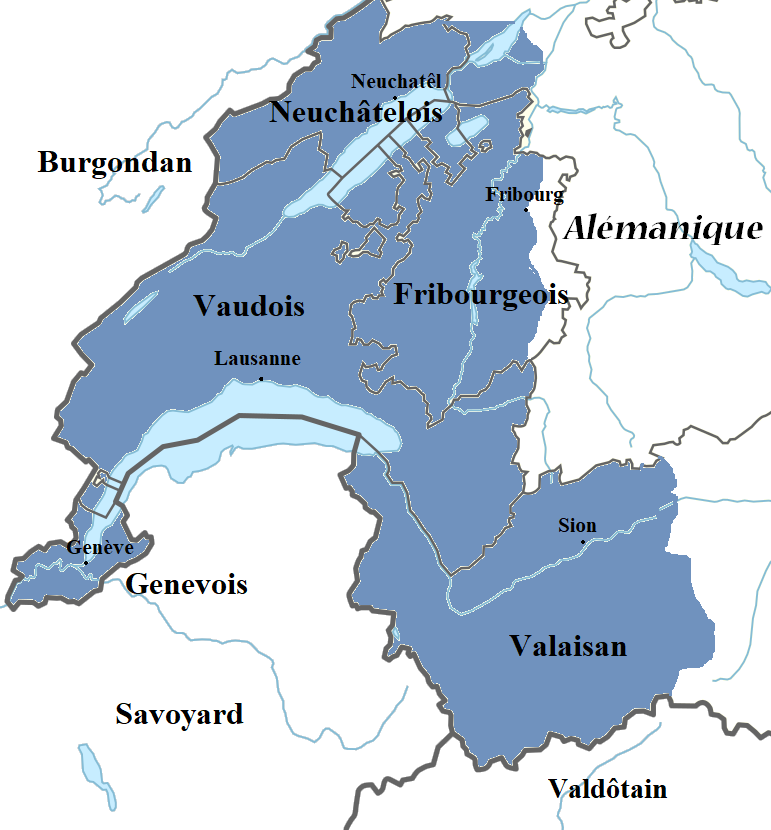
Dialectes du francoprovençal en Suisse.

Le francoprovençal (ou arpitan) est une langue romane historiquement présente en Suisse romande, excepté l'Ajoie, qui a disparu comme langue vivante des cantons de Genève, Neuchâtel et Vaud. En Valais et à Fribourg (district de la Gruyère), il est encore pratiqué très localement par quelques locuteurs. L’émission hebdomadaire « Intrè No » (Entre nous) de Radio Fribourg est en fribourgeois. Mis à part à Evolène où la moitié de la population de la commune pratique le dialecte, il n'est plus transmis. La langue est, selon Jacques Leclerc, considérée comme éteinte par les autorités suisses, mais a été reconnue comme langue minoritaire en 2018, après l’acceptation par le Conseil fédéral du septième rapport de la Suisse sur l’application de la Charte européenne des langues régionales ou minoritaires du Conseil de l'Europe.

##### Walser
Le « walser » ou haut-valaisan est une langue alémanique du groupe alémanique supérieur originaire de la vallée de Conches (Goms en allemand), en Haut-Valais. Le peuple walser, formé par des groupes d'Alamans venus de l'Oberland bernois, s'est installé aux environs de l'an mil dans la vallée de Conches. Le climat doux de l'époque leur a permis de défricher en haute altitude des territoires vierges pour s'y établir en permanence. L'accroissement rapide de leur population les a poussés à migrer à partir du XIIe siècle et jusqu'au XVe siècle. Ils ont fondé plus de 150 colonies sur une grande partie de l'arc alpin, de la Savoie jusqu'au Tyrol. Sur le territoire de la Suisse actuelle, ils se sont établis à Bosco/Gurin et en de nombreux endroits des Alpes rhétiques (canton des Grisons), mais aussi en Italie (vallée d'Aoste et au Piémont), Autriche (Vorarlberg et Tyrol) et Liechtenstein. Menacée de disparition, cette langue est encore parlée par environ 10 000 personnes en Suisse et 13 000 en Italie, en Autriche et au Liechtenstein.

### Langues non-nationales

#### Langues immigrantes étrangères
Au quadrilinguisme historique des langues nationales se superpose un plurilinguisme d'immigration.
L'immigration est en forte augmentation durant le XXe siècle. Néanmoins, la part des langues étrangères non nationales comme langue principale reste très faible durant la première moitié du XXe siècle avec moins de 1 %. C'est dans la deuxième moitié du siècle que cette part augmente fortement jusqu'à représenter 9 % en 2000 en raison de changement de provenance des étrangers. Les principales langues sont, dans l'ordre décroissant du nombre de locuteurs, le serbe, le croate, l'albanais, le portugais, l'espagnol, l'anglais et le turc.
L'anglais est surtout présent dans les principales zones urbaines de Zurich, Zoug, Bâle, la région lémanique Genève-Lausanne mais aussi dans le Bas-Valais. Le portugais est fortement représenté dans la région francophone alors que dans la région germanophone prédominent le serbe et le croate, l'albanais et le turc. Le serbe et le croate sont également très présents en Suisse italienne.
| -                                                                                      | En % de la population totale | En nombre absolu de la population totale | Part région germanophone | Part région francophone | Part région italophone | Part région romanchophone |
| -------------------------------------------------------------------------------------- | ---------------------------- | ---------------------------------------- | ------------------------ | ----------------------- | ---------------------- | ------------------------- |
| Serbe / croate                                                                         | +0001,4                      | 103 350                                  | +0084,1                  | +0010,6                 | +0005,1                | +0000,2                   |
| Albanais                                                                               | +0001,3                      | 94 937                                   | +0084,4                  | +0013,6                 | +0001,8                | +0000,1                   |
| Portugais                                                                              | +0001,2                      | 89 527                                   | +0046,4                  | +0049,3                 | +0004,                 | +0000,3                   |
| Espagnol                                                                               | +0001,1                      | 77 506                                   | +0057,3                  | +0038,6                 | +0004,1                | +0000,1                   |
| Anglais                                                                                | +0001,                       | 73 425                                   | +0053,9                  | +0043,9                 | +0002,1                | +0000,1                   |
| Turc                                                                                   | +0000,6                      | 44 523                                   | +0088,3                  | +0009,7                 | +0002,                 | +0000,                    |
| Source : Recensement fédéral de la population (2000), Office fédéral de la statistique |                              |                                          |                          |                         |                        |                           |

##### Anglais
L'anglais, en Suisse, n'est pas une langue issue des grands courants d'immigration comme le sont l'espagnol, le serbe ou le portugais mais une langue globale,. L'anglais est enseigné dès l'école obligatoire et il est souvent décrit comme plus simple à apprendre que les langues nationales.
Historiquement, les pays anglophones tissent des liens avec la Suisse à l'époque de la Réforme puis au XVIIIe siècle. Des écrivains tels que George Gordon Byron et Mary Shelley visitent l'Oberland bernois ou la région du Léman et publient leurs impressions, contribuant à l'attrait touristique, dès la fin du XIXe siècle pour les Alpes et la Suisse. La première chaire d'anglais est créée à l'École polytechnique fédérale de Zurich, en 1855. En Suisse romande, il faut attendre 1920 pour l'ouverture de chaires aux universités de Genève et de Lausanne. Ainsi, durant la première moitié du XXe siècle, l'anglais était pratiqué pour les seuls besoins liés au tourisme et au commerce extérieur.
Par la suite, l'enseignement de l'anglais comme deuxième langue étrangère se développe dans le degré secondaire, sauf au Tessin. L'influence anglaise et américaine dans les domaines de la musique, de la publicité et de la terminologie scientifique, bancaire, informatique et aéronautique contribue à l'insertion de l'anglais comme langue globale dans la vie quotidienne. L'anglais est alors utilisé, dans certains cas (en fonction des régions, des groupes socio-culturels ou des professions), pour communiquer entre différentes communautés linguistiques. Face à l'invasion d'anglicismes, signe de colonisation culturelle, la chancellerie fédérale recommande l'emploi de mots anglais uniquement s'il n'y a pas d'équivalent dans les langues nationales. Elle dresse une liste d'anglicismes à bannir du vocabulaire officiel pour les relations entre l'État et le citoyen,.

### Langues véhiculaires
Selon le principe de territorialité, seule la connaissance de la langue du lieu de résidence est indispensable aux habitants. Néanmoins, par la proximité de frontières linguistiques, les langues nationales servent de langue véhiculaire. Le bilinguisme, voire le plurilinguisme, s'observe notamment par contact direct entre habitants dans les zones situées à la frontière des langues, ou entre des régions distantes par les moyens de communication modernes comme dans le cadre de contacts professionnels. L'allemand, dans ce cas, est la principale langue véhiculaire. Néanmoins, les Suisses alémaniques parlent des dialectes suisses allemands qui ne sont pas enseignés aux Romands et Tessinois à l'école publique; les compétences en suisse allemand des Romands et Tessinois sont plus faibles que celle de l'allemand. Le « modèle Suisse » veut que chacun s'exprimant dans sa langue puisse être compris par son interlocuteur parlant une autre langue nationale,. Ainsi, un Romand et un Suisse alémanique peuvent s'entendre, selon leurs compétences, en allemand ou en français. Cela suppose que le Suisse alémanique fasse l'effort de s'exprimer en allemand; mais si un Romand est en communication avec plusieurs alémaniques, il est difficile à ceux-ci de maintenir la conversation en allemand; ils auront naturellement tendance à revenir à leur langue parlée : un dialecte suisse alémanique.
En moyenne, un adulte parle deux langues étrangères : une autre langue nationale et l'anglais. Deux tiers des personnes déclarent avoir de bonne voire très bonnes connaissances de ces langues étrangères. L'apprentissage de ces langues se fait au cours de la scolarité obligatoire. L'usage et le niveau de maîtrise varie en fonction du parcours de vie et de leur fréquence d'utilisation, 35 % déclarent apprendre des langues étrangères pour des raisons professionnelles,.
L'étudiant, surtout s'il provient d'une région linguistique minoritaire, est parfois confronté à la question de la nécessité de maitriser une autre langue pour ses études. En entreprise, la langue de travail peut parfois différer de celle de l'implantation de l'entreprise. Selon le secteur d'activité et le rayon d'action national ou international de l'entreprise, en fonction de la clientèle mais aussi selon les habitudes au sein d'une entreprise, l'usage de l'allemand ou de l'anglais facilite la communication. Ainsi, l’anglais est souvent utilisé comme langue véhiculaire dans une entreprise internationale. Pour un Romand, en revanche, la pratique de l'allemand est un avantage sur le marché du travail, de nombreuses sociétés ayant leur siège en Suisse alémanique,.
Seule une minorité utilise professionnellement l'anglais et d'autre langues étrangères servent de langue véhiculaires en Suisse. Dans la branche de la construction ou l'hôtellerie, notamment, on peut entendre des employés communiquant en italien, portugais ou serbe par exemple, selon les différentes vagues d'immigration. On peut voir sur certains chantiers des panneaux de port du casque en quatre langues, soit : allemand, français, italien et espagnol.

#### Les langues dans l'administration fédérale

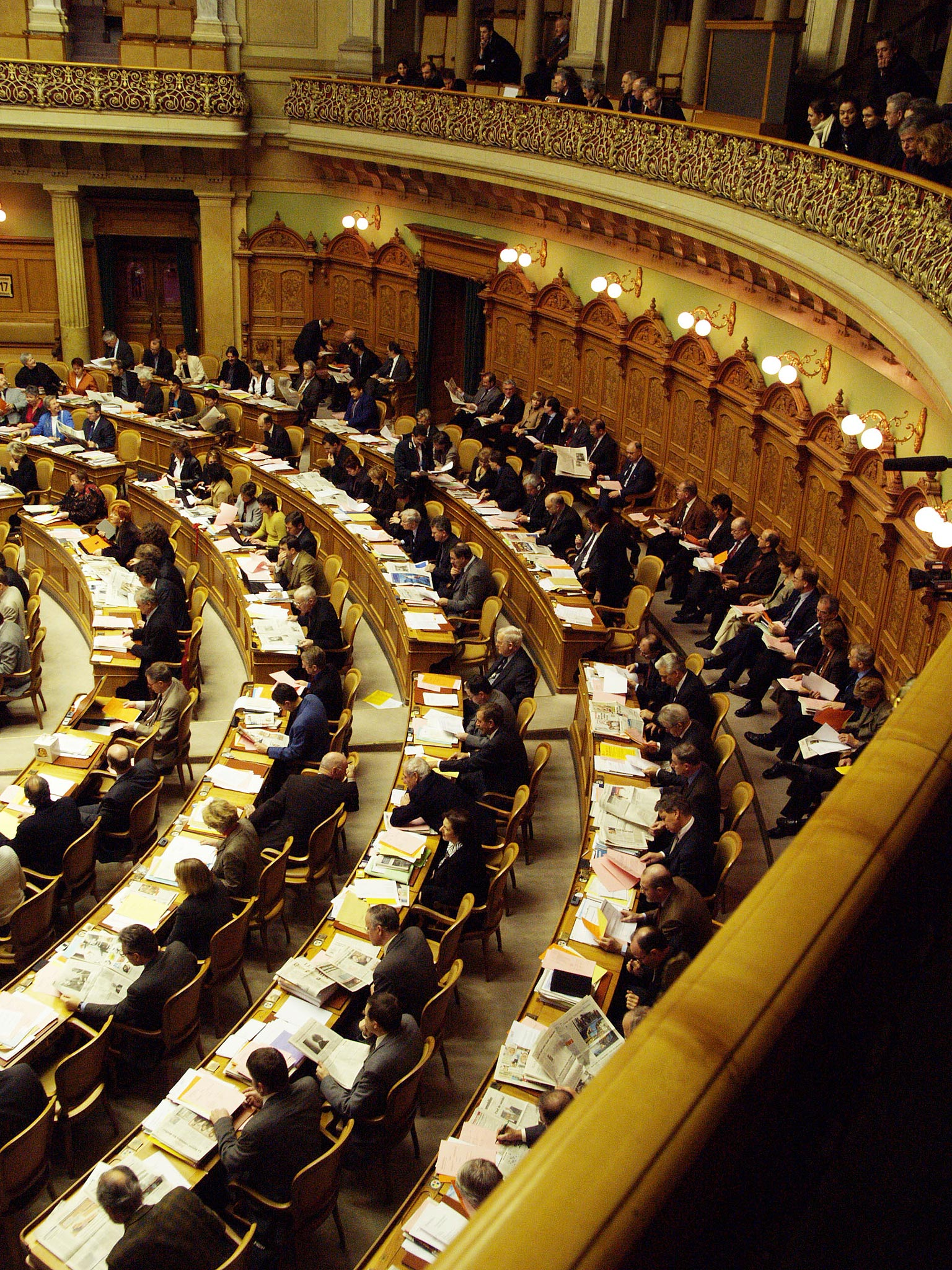
La salle de l'Assemblée fédérale.

À l'Assemblée fédérale, les députés peuvent en principe s'exprimer dans la langue nationale de leur choix. Les germanophones étant majoritaires, c'est l'allemand qui est le plus souvent utilisé. Le romanche n'est quant à lui quasiment pas utilisé. Un système de traduction simultanée existe pour l'allemand, le français et l'italien.
Les textes législatifs fédéraux sont normalement promulgués et publiés simultanément en allemand, en français et en italien ; chaque version linguistique est considérée comme texte original, ce qui peut parfois provoquer des confusions juridiques. En fait, les textes sont rédigés dans près de 80 % des cas en allemand puis traduits en français et en italien. Certaines lois sont également traduites en romanche.
Le français fédéral désigne le style des textes administratifs, qui, mal traduits, trahissent un substrat germanique. En effet, traduits de l'allemand, les documents officiels cherchent à coller à l'original. Il en résulte une rédaction affligée d'un juridisme étroit et mal adaptée à la langue française.
Alors que l'administration de la « Berne fédérale » est trilingue, voire quadrilingue, et répond au citoyen dans la langue nationale utilisée par celui-ci, l'administration fédérale décentralisée utilise exclusivement la ou les langues officielles du canton selon le principe de territorialité. En 2003, le Conseil fédéral a édicté une valeur de référence de représentation pour chacune des langues nationales, basée sur « la proportion des langues maternelles parlées par la population résidente de nationalité suisse » ; en se basant sur ces valeurs et en les comparant aux pourcentages d'employés de l'administration fédérale, les chercheurs du programme national de recherche « PNR 56 » sur la diversité des langues et compétences linguistiques en Suisse ont démontré dans leur rapport final une sous-représentation de la Suisse romande (19,9 % des employés alors que la communauté représente plus de 23 %) et une sur-représentation de la Suisse italienne (6,5 % contre 4,4 % de la communauté). Cependant, la même étude révèle que les Suisses allemands sont largement sur-représentés dans les départements fédéraux de la Défense et des affaires étrangères où ils représentent respectivement 82 et 80 % du total des employés et des pourcentages encore plus importants dans les postes dirigeants ou dans des fonctions spécialisées comme les finances ou la gestion du personnel. Le rapport conclut sur la proposition faite au Conseil fédéral d'imposer des mesures contraignantes, en particulier dans la nouvelle loi sur les langues qui entrera en vigueur en 2010, afin de corriger ces inégalités linguistiques. Une association, Helvetia latina, principalement constituée de parlementaires et d'employés fédéraux, fait pression à divers niveaux pour que les minorités linguistiques latines soient équitablement représentées.
Avec l'entrée en vigueur le 1er juillet 2010 de l'ordonnance sur les langues, des quotas au sein des employés dans l'administration fédérale vont être appliqués. Les départements et la Chancellerie fédérale doivent veiller à employer 70 % de germanophones, 22 % de francophones, 7 % d'italophones et 1 % de romanches. Les cadres devront connaitre activement deux langues officielles et avoir des notions de la troisième. L'ordonnance veut encourager l'usage des langues maternelles minoritaires, italien et romanche, au sein de l'administration. Les textes des autorités doivent être systématiquement traduits en italien et en romanche. En outre, l'ordonnance sur les langues fixe le cadre de l'utilisation du romanche en tant que langue partiellement officielle de la Confédération,.
Les tribunaux fédéraux sont trilingues et les citoyens peuvent utiliser la langue habituelle de leur lieu d'habitation. Mais le tribunal rend ses sentences uniquement dans la langue de la partie défenderesse.

### Langues parlées dans le cercle familial
L'immigration, les réseaux de communication, les brassages de population font que l'individu, dans le cadre familial ou au sein d'un groupe social, utilise principalement une langue qui n'est pas forcément celle de son lieu de résidence.
Lors des deux derniers recensements fédéraux, ceux de 1990 et de 2000, à la question « «Quelle(s)langue(s) parlez-vous habituellement à la maison, avec les proches? », les réponses possibles, à choix sous forme de cases à cocher, étaient : allemand, français, italien, romanche, dialecte alémanique, patois romand, dialecte tessinois ou italo-grison et anglais. Une dernière possibilité étant de répondre « autres langues », les réponses multiples étant possible.
Le résultat, en groupant les dialectes avec les langues nationales, est que la répartition est comparable à la répartition des langues principales et des régions linguistiques avec une sur-représentation des langues minoritaires (allant croissant).
| -                                                                                      | Allemand | Français | Italien | Romanche | Anglais | Autres , | Remarques                     |
| -------------------------------------------------------------------------------------- | -------- | -------- | ------- | -------- | ------- | -------- | ----------------------------- |
| Langue principale                                                                      | 63,7     | 20,4     | 6,5     | 0,5      | 1,0     | 8,0      | total : 100 % (un seul choix) |
| Langue parlée                                                                          | 67,5     | 23,9     | 10,4    | 0,7      | 4,4     | 13,2     | choix multiples               |
| Source : Recensement fédéral de la population (2000), Office fédéral de la statistique |          |          |         |          |         |          |                               |

### Langues parlées dans l'activité professionnelle
Les langues parlées au travail diffèrent fortement selon les régions linguistiques, les catégories socio-professionnelles et les branches d'activité.
Chaque langue nationale a, en l'an 2000 et dans sa région linguistique, une très forte présence et une tendance à progresser par rapport au recensement de 1990 :
| -                                                                                              | Allemand en Suisse allemande | Français en Suisse romande | Italien en Suisse italienne | Romanche aux Grisons romanche |
| ---------------------------------------------------------------------------------------------- | ---------------------------- | -------------------------- | --------------------------- | ----------------------------- |
| Recensement 1990                                                                               | 95,2                         | 95,6                       | 97,6                        | 74,4                          |
| Recensement 2000                                                                               | 98,5                         | 97,9                       | 98,6                        | 77,5                          |
| Source : Recensements fédéraux de la population (1990, 2000), Office fédéral de la statistique |                              |                            |                             |                               |

En raison de l'évolution du monde du travail, la tendance est à l’usage professionnel de plusieurs langues. La progression de l'anglais est la plus marquée. Elle correspondrait à l'évolution de l'offre et de la demande, dans certains milieux, pour des personnes plus anglophiles. Néanmoins, cette progression ne se fait pas au détriment de l'allemand ou du français ; il s'agit d'un ajout, d'une diversification de l'usage des langues.
| -                                                                                      | Catégories socio-professionnelles          | Région            | Allemand         | Français | Italien | Anglais | Moyenne nombre de langues parlées |
| -------------------------------------------------------------------------------------- | ------------------------------------------ | ----------------- | ---------------- | -------- | ------- | ------- | --------------------------------- |
| +01,                                                                                   | Dirigeants                                 | Suisse alémanique | +0097,8, +0059,8 | +0030,6  | +0013,  | +0043,  | 2 ou presque                      |
| +02,                                                                                   | Professions libérales                      | Suisse alémanique | +0098,7, +0073,5 | +0041,5  | +0023,3 | +0054,5 | plus de 2                         |
| +03,                                                                                   | Autres indépendants                        | Suisse alémanique | +0099,3, +0037,1 | +0016,9  | +0009,4 | +0020,5 |                                   |
| +04,                                                                                   | Professions intellectuelles et encadrement | Suisse alémanique | +0097,8, +0074,5 | +0035,4  | +0011,2 | +0051,5 | >2                                |
| +05,                                                                                   | Professions intermédiaires                 | Suisse alémanique | +0099,1, +0057,3 | +0024,1  | +0010,6 | +0030,  | presque 2                         |
| +06,                                                                                   | Non manuels qualifiés                      | Suisse alémanique | +0099,3, +0046,3 | +0022,3  | +0010,9 | +0024,  | presque 2                         |
| +07,                                                                                   | Manuels qualifiés                          | Suisse alémanique | +0098,5, +0025,9 | +0007,7  | +0007,3 | +0007,1 | plus de 1.3                       |
| +08,                                                                                   | Employé / ouvrier non qualifiés            | Suisse alémanique | +0094,5, +0034,8 | +0010,   | +0014,8 | +0008,6 | plus de 1.3                       |
| +09,                                                                                   | Actifs non attribuables                    | Suisse alémanique | +0096,7, +0040,9 | +0015,7  | +0010,9 | +0017,3 |                                   |
| +10,                                                                                   | Total                                      | Suisse alémanique | +0098, +0046,4   | +0019,7  | +0011,1 | +0023,4 | plus de 1.5                       |
| +01,                                                                                   | Dirigeants                                 | Suisse romande    | +0030,1          | +0093,3  | +0008,4 | +0046,1 | 1.8                               |
| +02,                                                                                   | Professions libérales                      | Suisse romande    | +0026,           | +0097,5  | +0009,2 | +0037,9 | moins de 1.8                      |
| +03,                                                                                   | Autres indépendants                        | Suisse romande    | +0015,4          | +0098,5  | +0007,6 | +0012,3 |                                   |
| +04,                                                                                   | Professions intellectuelles et encadrement | Suisse romande    | +0024,4          | +0095,9  | +0007,3 | +0042,4 | moins de 1.8                      |
| +05,                                                                                   | Professions intermédiaires                 | Suisse romande    | +0019,4          | +0098,5  | +0006,8 | +0022,6 | plus de 1.4                       |
| +06,                                                                                   | Non manuels qualifiés                      | Suisse romande    | +0016,3          | +0099,1  | +0006,3 | +0016,2 |                                   |
| +07,                                                                                   | Manuels qualifiés                          | Suisse romande    | +0007,8          | +0098,8  | +0005,5 | +0003,3 | moins de 1.4                      |
| +08,                                                                                   | Employé / ouvrier non qualifiés            | Suisse romande    | +0006,           | +0097,5  | +0007,  | +0004,6 | moins de 1.4                      |
| +09,                                                                                   | Actifs non attribuables                    | Suisse romande    | +0013,           | +0097,1  | +0006,6 | +0013,8 |                                   |
| +10,                                                                                   | Total                                      | Suisse romande    | +0015,4          | +0097,9  | +0006,8 | +0017,7 | 1.4                               |
| +01,                                                                                   | Dirigeants                                 | Suisse italienne  | +0039,8          | +0033,2  | +0098,1 | +0029,7 | plus de 2                         |
| +02,                                                                                   | Professions libérales                      | Suisse italienne  | +0040,2          | +0030,5  | +0097,3 | +0024,9 | moins de 2                        |
| +03,                                                                                   | Autres indépendants                        | Suisse italienne  | +0028,7          | +0017,9  | +0097,7 | +0010,8 |                                   |
| +04,                                                                                   | Professions intellectuelles et encadrement | Suisse italienne  | +0032,4          | +0029,6  | +0098,1 | +0024,8 | moins de 2                        |
| +05,                                                                                   | Professions intermédiaires                 | Suisse italienne  | +0027,           | +0022,6  | +0098,7 | +0014,5 |                                   |
| +06,                                                                                   | Non manuels qualifiés                      | Suisse italienne  | +0023,8          | +0019,   | +0099,1 | +0011,  |                                   |
| +07,                                                                                   | Manuels qualifiés                          | Suisse italienne  | +0009,9          | +0006,3  | +0099,5 | +0001,8 | un peu plus d'une                 |
| +08,                                                                                   | Employé / ouvrier non qualifiés            | Suisse italienne  | +0009,4          | +0005,6  | +0099,  | +0002,7 | un peu plus d'une                 |
| +09,                                                                                   | Actifs non attribuables                    | Suisse italienne  | +0019,           | +0013,6  | +0098,1 | +0008,5 |                                   |
| +10,                                                                                   | Total                                      | Suisse italienne  | +0022,           | +0016,9  | +0098,6 | +0011,  | 1.5                               |
| Source : Recensement fédéral de la population (2000), Office fédéral de la statistique |                                            |                   |                  |          |         |         |                                   |

| -                                                                                      | Branches d'activité                                                                                       | Région            | Allemand | Français | Italien | Anglais | Autres  | Romanche | Suisse-allemand |
| -------------------------------------------------------------------------------------- | --- | ----------------- | -------- | -------- | ------- | ------- | ------- | -------- | --------------- |
| +01,                                                                                   | Professions de l’agriculture, de l’économie forestière et de l’élevage                                    | Suisse alémanique | +0016,9  | +0005,5  | +0002,1 | +0003,6 | +0002,1 | +0000,4  | +0099,          |
| +02,                                                                                   | Professions de l’industrie, et des arts et métiers (sauf construction)                                    | Suisse alémanique | +0032,3  | +0008,3  | +0008,8 | +0009,8 | +0004,2 | +0000,4  | +0098,2         |
| +03,                                                                                   | Professions de la technique et de l’informatique                                                          | Suisse alémanique | +0055,   | +0017,8  | +0007,9 | +0037,  | +0004,1 | +0000,4  | +0098,4         |
| +04,                                                                                   | Professions de la construction et de l’exploitation minière                                               | Suisse alémanique | +0024,   | +0004,9  | +0014,5 | +0004,2 | +0006,3 | +0000,5  | +0095,5         |
| +05,                                                                                   | Professions commerciales et professions des transports et de la circulation                               | Suisse alémanique | +0046,1  | +0026,5  | +0012,4 | +0028,6 | +0005,1 | +0000,6  | +0099,1         |
| +06,                                                                                   | Professions de l’hôtellerie, de la restauration et des services personnels                                | Suisse alémanique | +0037,9  | +0013,6  | +0014,9 | +0014,  | +0009,  | +0000,6  | +0095,6         |
| +07,                                                                                   | Professions du management, de l’administration, de la banque et des assurances et professions judiciaires | Suisse alémanique | +0056,9  | +0031,6  | +0011,3 | +0037,1 | +0004,4 | +0000,4  | +0099,1         |
| +08,                                                                                   | Professions de la santé, de l’enseignement et de la culture et professions scientifiques                  | Suisse alémanique | +0061,5  | +0023,   | +0012,1 | +0024,8 | +0004,8 | +0000,5  | +0099,          |
| +09,                                                                                   | Autres | Suisse alémanique | +0041,7  | +0016,3  | +0011,6 | +0018,1 | +0006,8 | +0000,4  | +0096,6         |
| +10,                                                                                   | Total | Suisse alémanique | +0046,4  | +0019,9  | +0011,2 | +0023,4 | +0005,3 | +0000,5  | +0098,          |
| +01,                                                                                   | Professions de l’agriculture, de l’économie forestière et de l’élevage                                    | Suisse romande    |          | +0097,5  | +0001,3 | +0001,8 | +0004,6 | +0000,   | +0010,5         |
| +02,                                                                                   | Professions de l’industrie, et des arts et métiers (sauf construction)                                    | Suisse romande    |          | +0098,9  | +0006,5 | +0005,2 | +0004,8 | +0000,   | +0008,4         |
| +03,                                                                                   | Professions de la technique et de l’informatique                                                          | Suisse romande    |          | +0098,2  | +0006,5 | +0027,7 | +0004,7 | +0000,   | +0018,6         |
| +04,                                                                                   | Professions de la construction et de l’exploitation minière                                               | Suisse romande    |          | +0097,4  | +0009,  | +0001,8 | +0010,7 | +0000,1  | +0005,1         |
| +05,                                                                                   | Professions commerciales et professions des transports et de la circulation                               | Suisse romande    |          | +0098,1  | +0008,3 | +0020,8 | +0006,6 | +0000,1  | +0019,9         |
| +06,                                                                                   | Professions de l’hôtellerie, de la restauration et des services personnels                                | Suisse romande    |          | +0097,8  | +0007,7 | +0009,4 | +0010,5 | +0000,   | +0009,5         |
| +07,                                                                                   | Professions du management, de l’administration, de la banque et des assurances et professions judiciaires | Suisse romande    |          | +0097,7  | +0007,5 | +0030,4 | +0005,7 | +0000,   | +0022,9         |
| +08,                                                                                   | Professions de la santé, de l’enseignement et de la culture et professions scientifiques                  | Suisse romande    |          | +0098,5  | +0004,9 | +0017,1 | +0004,4 | +0000,   | +0014,2         |
| +09,                                                                                   | Autres | Suisse romande    |          | +0097,   | +0006,8 | +0014,2 | +0007,5 | +0000,1  | +0012,9         |
| +10,                                                                                   | Total | Suisse romande    |          | +0097,9  | +0006,8 | +0017,7 | +0006,4 | +0000,   | +0015,4         |
| +01,                                                                                   | Professions de l’agriculture, de l’économie forestière et de l’élevage                                    | Suisse italienne  | +0018,4  | +0007,7  | +0098,5 | +0002,  | +0003,  | +0000,1  |                 |
| +02,                                                                                   | Professions de l’industrie, et des arts et métiers (sauf construction)                                    | Suisse italienne  | +0011,7  | +0009,2  | +0099,2 | +0003,  | +0001,4 | +0000,2  |                 |
| +03,                                                                                   | Professions de la technique et de l’informatique                                                          | Suisse italienne  | +0027,8  | +0020,8  | +0098,6 | +0016,6 | +0002,2 | +0000,2  |                 |
| +04,                                                                                   | Professions de la construction et de l’exploitation minière                                               | Suisse italienne  | +0006,8  | +0003,8  | +0099,4 | +0000,9 | +0002,2 | +0000,1  |                 |
| +05,                                                                                   | Professions commerciales et professions des transports et de la circulation                               | Suisse italienne  | +0028,   | +0021,4  | +0098,4 | +0014,6 | +0003,  | +0000,2  |                 |
| +06,                                                                                   | Professions de l’hôtellerie, de la restauration et des services personnels                                | Suisse italienne  | +0018,4  | +0010,6  | +0098,5 | +0006,  | +0005,  | +0000,1  |                 |
| +07,                                                                                   | Professions du management, de l’administration, de la banque et des assurances et professions judiciaires | Suisse italienne  | +0030,4  | +0026,5  | +0099,  | +0018,8 | +0002,4 | +0000,1  |                 |
| +08,                                                                                   | Professions de la santé, de l’enseignement et de la culture et professions scientifiques                  | Suisse italienne  | +0021,8  | +0016,7  | +0098,3 | +0009,7 | +0002,3 | +0000,1  |                 |
| +09,                                                                                   | Autres | Suisse italienne  | +0017,8  | +0012,9  | +0098,3 | +0008,2 | +0003,2 | +0000,2  |                 |
| +10,                                                                                   | Total | Suisse italienne  | +0022,   | +0016,9  | +0098,6 | +0011,  | +0002,8 | +0000,2  |                 |
| Source : Recensement fédéral de la population (2000), Office fédéral de la statistique | |                   |          |          |         |         |         |          |                 |

### Langues dans la culture

#### Arts de la scène
Dans les régions où se croisent les langues, « les publics sont encore largement séparés » sauf quand la langue n´est plus un obstacle, avec la danse, le cirque et les concerts. L´emploi des surtitres dans les théâtres de Suisse romande fait l´objet d´une étude en 2021. À Genève la Comédie soutient les spectacles en langue originale, surtitrés en français. Le co-directeur regrette le peu d´échanges entre pièces francophones et germanophones en Suisse : « les territoires sont peu poreux ». Des spectacles en français sont parfois surtitrés en anglais pour le public international, et des créations bilingues sont parfois proposées. À Bienne, « Nebia » (deux salles) a pour mission de défendre la culture francophone, une demi-douzaine de spectacles par an sont surtitrés en allemand. À l´inverse, dans la même ville le « TOBS » surtitre parfois en français. Dans le canton de Fribourg, le Théâtre des Osses a tenté le surtitrage en allemand mais a renoncé face aux coûts que cela implique. Le même lieu a commandé en 2015 une pièce dédiée au bilinguisme, Röstigraben, où deux comédiens se sont exprimés chacun dans sa langue. Cette pièce a reçu un bon accueil à Bienne, cependant un des commanditaires, Nicolas Rossier, conclu que « La culture suisse n´existe pas. Ce sont des cultures. ».
Le collectif Bern ist überall présente depuis 2003 des spectacles centrés sur le langage parlé et l’usage du patois ou dialecte, réunissant des locuteurs de plusieurs langues suisses ou parfois étrangères, visant la simplicité et la démocratisation de la littérature.

## Compétences en langues secondes
L'enquête CLES, réalisée en novembre 1994, porte entre autres sur les compétences linguistiques. Les types de compétences sont comprendre, parler, lire et écrire; elles sont notées selon quatre niveaux : parfaitement ou presque, bien, basses et rien ou presque. Les questions portent sur les compétences dans les deux autres principales langues nationales auxquelles s'ajoute le suisse allemand et l'anglais. Elles sont reportées selon les critères suivants :
1. pour chaque groupe linguistique (germanophones en Suisse allemande, francophones en Suisse romande et italophones en Suisse italienne) ;
2. pour chaque langue principale (germanophone, francophones et italophones ; toutes régions confondues) et
3. pour chaque région linguistique (Suisse romande, Suisse alémanique et Suisse italienne ; toutes langues maternelles confondues).

### Indices de compétences

#### Par groupe linguistique
Les compétences en compréhension orale, expression orale, lecture et écriture de :
- français et italien pour les germanophones vivant en Suisse alémanique ;
- allemand et italien pour les francophones vivant en Suisse romande ;
- allemand et français pour les italophones vivant en Suisse italienne.

La compréhension de l'allemand parlé est modeste pour le groupe des francophones en Suisse romande, 40 % d'entre eux estiment n'avoir que les bases, 37 % le comprennent aisément et 22 % s'estiment incapables de le comprendre. Les italophones de Suisse italienne obtiennent des résultats semblables mais légèrement moins bons. La compréhension du français parlé est la meilleure pour les italophones de Suisse italienne : plus des deux tiers estiment le comprendre aisément. Pour le groupe des germanophones en Suisse alémanique, 46 % d'entre eux estiment le comprendre aisément et seulement 19 % s'estiment incapables de le comprendre. La compréhension de l'italien par les francophones en Suisse romande ne reflète pas la parenté des deux langues : 23 % estiment le comprendre aisément et 41,7 % ne le comprennent pas.  Pour le groupe des germanophones en Suisse alémanique, 49 % d'entre eux s'estiment incapables de le comprendre et seulement 17 % s'estiment le comprendre aisément.
L'expression orale suit les mêmes profils que la compréhension mais à un niveau plus faible. Les Suisses s'y sentent moins à l'aise. Environ 31 % des francophones en Suisse romande et des italophones en Suisse italienne estiment parler aisément l'allemand. Environ 30 % des francophones en Suisse romande et 27 % des italophones de Suisse italienne répondent rien ou presque. Les italophones de Suisse italienne restent à un bon niveau d'oral en français avec deux tiers estimant le parler aisément alors qu'ils sont 33 % des germanophones en Suisse alémanique à le penser. L'expression orale en italien est jugée nulle par environ 56 % des germanophones en Suisse alémanique et par environ 62 % des francophones en Suisse romande; ils sont environ 12 % des germanophones en Suisse alémanique et environ 18 % des francophones en Suisse romande à estimer le parler aisément.
Les niveaux de lecture se décalent encore plus vers le bas. Si environ 30 % des francophones en Suisse romande et des italophones de Suisse italienne déclarent lire aisément l'allemand, ils sont 40,5 % de francophones en Suisse romande et 36,6 % des italophones de Suisse italienne à se déclarer incapables de lire l'allemand. En lecture du français, les italophones de Suisse italienne restent en tête avec environ 67 % le maîtrisant bien; les germanophones en Suisse alémanique le sont à 39 %. Les niveaux de lecture de l'italien est encore plus faible avec environ 66 % de germanophones en Suisse alémanique déclarant ne pas pouvoir lire italien et environ 62 % pour les francophones en Suisse romande, ceci malgré la proximité des deux langues.
Les niveaux d'écriture sont, en moyenne, 10 points plus bas que ceux de l'expression orale. Environ 21 % des francophones en Suisse romande et 26 % des italophones de Suisse italienne déclarent écrire l'allemand aux niveaux bien ou parfaitement. Les germanophones en Suisse alémanique font mieux en français écrit avec environ 28 % et les italophones de Suisse italienne sont plus de 50 % à déclarer pouvoir écrire en français bien ou parfaitement.
Les compétences en suisse allemand sont modestes, ce qui s'explique par la difficulté d'apprentissage de ces dialectes en dehors de la Suisse alémanique. Environ 20 % des francophones en Suisse romande et des italophones en Suisse italienne comprennent et s'expriment bien en suisse allemand; environ 70 % n'ont pas les compétences pour le comprendre ou le parler.
Les compétences en anglais diffèrent fortement selon les groupes : Si 63,4 % des italophones en Suisse italienne ont peu ou pas de compétences en anglais, les francophones (46,8 %) et les germanophones (31,7 %) sont dans ce cas. À l'inverse, ils sont plus de 50 % les germanophones avec de bonnes compétences, 35 % pour les francophones et 15,4 % les italophones en Suisse italienne. Les germanophones et francophones se distinguent par le petit nombre ayant de faibles connaissances; ainsi, deux groupes s'opposent : ceux qui « comprennent » et ceux qui « ne comprennent pas » l'anglais.
Le tableau indique le niveau moyen des compétences obtenu par moyenne arithmétique des pourcentages de réponses parfaitement ou presque, bien, basses et rien ou presque sur une échelle de 0 à 100.
| Compétence | Groupe                             | Allemand | Français | Italien | Anglais | Suisse allemand |
| --- | ---------------------------------- | -------- | -------- | ------- | ------- | --------------- |
| Compréhension orale | Germanophones en Suisse alémanique |          | +0046,6  | +0023,9 |         |                 |
| Expression orale | Germanophones en Suisse alémanique |          | +0040,1  | +0019,7 |         |                 |
| Lecture | Germanophones en Suisse alémanique |          | +0040,7  | +0015,2 |         |                 |
| Écriture | Germanophones en Suisse alémanique |          | +0032,   | +0010,3 |         |                 |
| Compréhension orale | Francophones en Suisse romande     | +0042,7  |          | +0031,4 |         | +0023,2         |
| Expression orale | Francophones en Suisse romande     | +0037,4  |          | +0021,9 |         | +0016,2         |
| Lecture | Francophones en Suisse romande     | +0032,8  |          | +0021,  |         |                 |
| Écriture | Francophones en Suisse romande     | +0026,5  |          | +0012,8 |         |                 |
| Compréhension orale | Italophones en Suisse italienne    | +0041,1  | +0062,8  |         |         | +0024,1         |
| Expression orale | Italophones en Suisse italienne    | +0039,8  | +0060,2  |         |         | +0018,6         |
| Lecture | Italophones en Suisse italienne    | +0036,   | +0059,4  |         |         |                 |
| Écriture | Italophones en Suisse italienne    | +0030,6  | +0049,4  |         |         |                 |
| Indices composés | Germanophones en Suisse alémanique |          | +0039,8  | +0017,3 | +0042,  |                 |
| Indices composés | Francophones en Suisse romande     | +0034,9  |          | +0021,8 | +0034,2 | +0019,7         |
| Indices composés | Italophones en Suisse italienne    | +0036,9  | +0057,9  |         | +0020,1 | +0021,3         |
| Source : projet CLES (1994), Programme national de recherche, PNR 33. Compilation des moyennes des tableaux no 5.2, 5.3, 5.4, 5.5, 5.6, 5.9 et 5.10 |                                    |          |          |         |         |                 |

#### Indices combinés selon les régions et les langues principales
Les compétences en langues nationales et en anglais de :
- germanophones, respectivement francophones et italophones, vivant dans leur propre région linguistique ;
- germanophones, respectivement francophones et italophones, de toute la Suisse et
- toutes langues maternelles, y compris étrangères, selon les régions linguistiques.

Le tableau indique l'indice composé des compétences obtenu par moyenne arithmétique des pourcentages de réponses en compréhension orale, expression orale, lecture et écriture et des niveaux parfaitement ou presque, bien, basses et rien ou presque sur une échelle de 0 à 100.
| - | Locuteurs considérés | Région            | Allemand | Français | Italien | Anglais |
| --- | -------------------- | ----------------- | -------- | -------- | ------- | ------- |
| +1, | Germanophones        | Suisse alémanique |          | +0039,8  | +0017,3 | +0042,  |
| +2, | Germanophones        | Suisse            |          | +0041,1  | +0017,7 | +0042,5 |
| +3, | Toutes langues       | Suisse alémanique |          | +0039,4  | +0021,8 | +0040,2 |
| +4, | Francophones         | Suisse romande    | +0034,9  |          | +0021,8 | +0034,2 |
| +5, | Francophones         | Suisse            | +0037,3  |          | +0022,6 | +0033,3 |
| +6, | Toutes langues       | Suisse romande    | +0034,1  |          | +0027,5 | +0034,3 |
| +7, | Italophones          | Suisse italienne  | +0036,9  | +0057,9  |         | +0020,1 |
| +8, | Italophones          | Suisse            | +0049,4  | +0053,6  |         | +0017,9 |
| +9, | Toutes langues       | Suisse italienne  | +0043,   | +0058,3  |         | +0023,4 |
| Source : projet CLES (1994), Programme national de recherche, PNR 33. Compilation des moyennes des tableaux no 5.6, 5.7, 5.8 et 5.10 |                      |                   |          |          |         |         |

### Acquisition de compétences
Les différents moyens d'acquérir des compétences en langues secondes sont :
- Matière scolaire
- Le vécu dans une autre région que celle de la langue maternelle
- Scolarisation dans une autre langue maternelle de tout ou partie du programme scolaire
- Utilisation régulière durant l'enfance au sein de la famille
- Séjour linguistique
- Cours privés et cours du soir
- Apprentissage autodidacte
- Autres (partenaire, conjoint, relation, travail, loisir)

#### Matières scolaires
L'enseignement des langues étrangères fait partie des matières enseignées à l'école publique. Le choix et l'ordre d'introduction dans le programme scolaire varie selon les cantons et les régions linguistiques.
Les germanophones et les italophones sont plus nombreux que les francophones à apprendre plus d'une langue seconde. L'ordre majoritaire d'apprentissage scolaire est, en 1994 : 
- Pour les germanophones : 1. français (86 %), 2. anglais (63,3 %), 3. anglais (51,6 %) ou italien (34,4 %) et 4. espagnol (37,8 %) ou anglais (27 %)
- Pour les francophones : 1. allemand (88,8 %), 2. anglais (76 %), 3. anglais (37 %) ou italien (28,3 %) et 4. espagnol (28,6 %)
- Pour les italophones : 1. français (61,5 %) ou allemand (32,8 %), 2. allemand (40 %) ou français (35,3 %), 3. anglais (75,9 %) et 4. anglais (66,7 %) ou espagnol (33,3 %)

Les profils des germanophones et des francophones sont symétriques; ils sont près de 90 % à apprendre en premier le français, respectivement l'allemand et ensuite l'anglais. L'anglais est étudié à un taux plus élevé chez les francophones alors que c'est l'italien pour les germanophones. À noter que ces résultats se basent sur les données récoltées en 1994. Depuis les années 2000, le canton de Zurich suivi par la majorité des cantons de Suisse centrale et orientale enseignent dorénavant l'anglais avant le français.
Le profil des italophones est différent : l'accent est mis sur les deux autres langues nationales, français et allemand, reléguant l'anglais à la troisième place avec seulement 20 % de personnes l'ayant étudié à l'école publique.
|  |  |  |
|  |  |  |

#### Autres moyens d'acquisition
Un classement des moyens d'acquisition autres que matière scolaire est réalisé dans le cadre de l'enquête CLES (1994).
L'apprentissage de l'allemand se fait principalement par le vécu, pour 35,4 % des italophones non-Suisses, 26,9 % des italophones Suisses suivi par les francophones (22 %). L'enfance et la scolarisation en allemand est fréquente pour les italophones non-Suisses, moyenne pour les italophones Suisses et plus faible pour les francophones. Les francophones sont plus nombreux à déclarer apprendre l'allemand, mais pas le suisse-allemand, par les séjours linguistiques; ce que déclarent modestement les italophones Suisses et presque pas les italophones non-Suisses. Les italophones Suisses privilégient les cours du soir à 21,4 %, les francophones moyennement (environ 11 %) et enfin les italophones non-Suisses pas trop (7,1 %). Finalement, les italophones Suisses sont, avec 12,8 %, les plus nombreux à apprendre l'allemand d'une façon autodidacte.
L'apprentissage du français se fait principalement par le vécu, pour 27,4 % des italophones non-Suisses mais seulement 18,5 % des germanophones et 12,7 % des italophones Suisses. Les séjours linguistiques sont le premier moyen d'apprentissage pour les germanophones avec 21,7 %, ainsi que par les italophones Suisses avec 16,6 %. Ils ne sont que 3,1 % des italophones non-Suisses dans ce cas. Les cours privés et cours du soir viennent en troisième position pour les germanophones et les italophones non-Suisses alors que les italophones Suisses ne sont que 2,5 %. l'enfance et la scolarisation en français est fréquente pour les italophones non-Suisses avec près de 20 %; elle est moyenne pour les italophones Suisses et faible pour les germanophones.
Les profils d'apprentissage de l'anglais par les germanophones et francophones sont semblables. Il se fait majoritairement en cours privés et cours du soir pour 30,8 % des germanophones et 19,5 % des francophones, suivi par les italophones Suisses (17,5 %) puis non-Suisses (13,9 %). En deuxième, ce sont les séjours linguistiques (21,1 % germanophones et 18,1 % francophones) mais seulement 9 % d'italophones Suisses et 4,2 % de non-Suisses. Pour les italophones, ce sont les moyens autodidactes qui sont en deuxième position mais déjà faibles (9,9 % Suisses et 9,2 % non-Suisses) alors qu'ils sont 16,3 % de germanophones et 15,7 % à avoir choisi ce moyen. Le vécu vient ensuite pour 12,8 % des francophones et 12,3 % des germanophones ; il est insignifiant pour les italophones. Enfin, la scolarité et l'enfance dans un environnement anglophone est faible pour tous.
Les résultats, selon la langue principale du groupe linguistique (allemand/dialecte, français, italien Suisse et italien non-Suisse) et la langue apprise (allemand, dialecte alémanique, allemand et dialecte alémanique conjointement, français et anglais) sont :

Germanophones apprenant le français, en [%] :
| 1. Séjour linguistique |  | 21.7 |  |

| 2. Le vécu dans une autre région |  | 18.5 |  |

| 3. Cours privés et cours du soir |  | 15.5 |  |

| 4. Apprentissage autodidacte |  | 6.5 |  |

| 5. Scolarisation |  | 5.0 |  |

| 6. Enfance |  | 3.6 |  |

Francophones apprenant l'allemand :
| 1. Séjour linguistique |  | 17.6 |  |

| 2. Le vécu dans une autre région |  | 15.6 |  |

| 3. Cours privés et cours du soir |  | 10.2 |  |

| 4. Scolarisation |  | 6.0 |  |

| 5. Apprentissage autodidacte |  | 5.4 |  |

| 6. Enfance |  | 3.5 |  |

Francophones apprenant le dialecte alémanique, en [%] :
| 1. Le vécu dans une autre région |  | 12.8 |  |

| 2. Enfance |  | 6.3 |  |

| 3. Séjour linguistique |  | 2.9 |  |

| 4. Scolarisation |  | 2.2 |  |

| 5. Cours privés et cours du soir |  | 1.5 |  |

| 6. Apprentissage autodidacte |  | 0.8 |  |

Francophones apprenant conjointement l'allemand et le dialecte alémanique, en [%] :
| 1. Le vécu dans une autre région |  | 22.0 |  |

| 2. Séjour linguistique |  | 19.0 |  |

| 3. Cours privés et cours du soir |  | 11.3 |  |

| 4. Enfance |  | 9.5 |  |

| 5. Scolarisation |  | 8.3 |  |

| 6. Apprentissage autodidacte |  | 6.2 |  |

Italophones Suisses apprenant le français, en [%] :
| 1. Séjour linguistique |  | 16.6 |  |

| 2. Le vécu dans une autre région |  | 12.7 |  |

| 3. Scolarisation |  | 8.0 |  |

| 4. Enfance |  | 3.3 |  |

| 5. Cours privés et cours du soir |  | 2.5 |  |

| 6. Apprentissage autodidacte |  | 2.2 |  |

Italophones Suisses apprenant l'allemand, en [%] :
| 1. Cours privés et cours du soir |  | 21.4 |  |

| 2. Le vécu dans une autre région |  | 19.3 |  |

| 3. Séjour linguistique |  | 13.5 |  |

| 4. Scolarisation |  | 13.4 |  |

| 5. Apprentissage autodidacte |  | 12.8 |  |

| 6. Enfance |  | 12.5 |  |

Italophones Suisses apprenant le dialecte alémanique, en [%] :
| 1. Le vécu dans une autre région |  | 12.2 |  |

| 2. Enfance |  | 5.0 |  |

| 3. Séjour linguistique |  | 2.1 |  |

| 4. Scolarisation |  | 1.4 |  |

| 5. Cours privés et cours du soir |  | 0.0 |  |

| 6. Apprentissage autodidacte |  | 0.0 |  |

Italophones Suisses apprenant conjointement l'allemand et le dialecte alémanique, en [%] :
| 1. Le vécu dans une autre région |  | 26.9 |  |

| 2. Cours privés et cours du soir |  | 21.4 |  |

| 3. Enfance |  | 17.3 |  |

| 4. Séjour linguistique |  | 15.3 |  |

| 5. Scolarisation |  | 14.6 |  |

| 6. Apprentissage autodidacte |  | 12.8 |  |

Germanophones apprenant l'anglais, en [%] :
| 1. Cours privés et cours du soir |  | 30.8 |  |

| 2. Séjour linguistique |  | 21.1 |  |

| 3. Apprentissage autodidacte |  | 16.3 |  |

| 4. Le vécu dans une autre région |  | 12.3 |  |

| 5. Scolarisation |  | 2.3 |  |

| 6. Enfance |  | 0.8 |  |

Francophones apprenant l'anglais, en [%] :
| 1. Cours privés et cours du soir |  | 19.5 |  |

| 2. Séjour linguistique |  | 18.1 |  |

| 3. Apprentissage autodidacte |  | 15.7 |  |

| 4. Le vécu dans une autre région |  | 12.8 |  |

| 5. Scolarisation |  | 6.0 |  |

| 6. Enfance |  | 2.0 |  |

Italophones Suisses apprenant l'anglais, en [%] :
| 1. Cours privés et cours du soir |  | 17.5 |  |

| 2. Apprentissage autodidacte |  | 9.9 |  |

| 3. Séjour linguistique |  | 9.0 |  |

| 4. Scolarisation |  | 4.1 |  |

| 5. Le vécu dans une autre région |  | 3.6 |  |

| 6. Enfance |  | 0.0 |  |

Italophones non-Suisses apprenant l'anglais, en [%] :
| 1. Cours privés et cours du soir |  | 13.9 |  |

| 2. Apprentissage autodidacte |  | 9.2 |  |

| 3. Séjour linguistique |  | 4.2 |  |

| 4. Scolarisation |  | 3.3 |  |

| 5. Le vécu dans une autre région |  | 0.8 |  |

| 6. Enfance |  | 0.4 |  |

Italophones non-Suisses apprenant le français, en [%] :
| 1. Le vécu dans une autre région |  | 27.4 |  |

| 2. Cours privés et cours du soir |  | 11.2 |  |

| 3. Scolarisation |  | 10.7 |  |

| 4. Enfance |  | 9.0 |  |

| 5. Apprentissage autodidacte |  | 6.1 |  |

| 6. Séjour linguistique |  | 3.1 |  |

Italophones non-Suisses apprenant l'allemand, en [%] :
| 1. Le vécu dans une autre région |  | 32.6 |  |

| 2. Enfance |  | 17.4 |  |

| 3. Scolarisation |  | 16.4 |  |

| 4. Apprentissage autodidacte |  | 8.6 |  |

| 5. Cours privés et cours du soir |  | 7.1 |  |

| 6. Séjour linguistique |  | 3.6 |  |

Italophones non-Suisses apprenant le dialecte alémanique, en [%] :
| 1. Le vécu dans une autre région |  | 17.9 |  |

| 2. Enfance |  | 13.5 |  |

| 3. Scolarisation |  | 8.9 |  |

| 4. Séjour linguistique |  | 0.0 |  |

| 5. Cours privés et cours du soir |  | 0.0 |  |

| 6. Apprentissage autodidacte |  | 0.0 |  |

Italophones non-Suisses apprenant conjointement l'allemand et le dialecte alémanique, en [%] :
| 1. Le vécu dans une autre région |  | 35.4 |  |

| 2. Enfance |  | 28.8 |  |

| 3. Scolarisation |  | 18.5 |  |

| 4. Apprentissage autodidacte |  | 8.6 |  |

| 5. Cours privés et cours du soir |  | 7.1 |  |

| 6. Séjour linguistique |  | 3.6 |  |

### Niveaux de compétences
Les niveaux de compétences obtenus par la statistique analytique sont mesurés dans le cadre de l'enquête CLES (1994). Ils tiennent compte des facteurs suivants :
- les indices de compétences (parfaitement ou presque, bien, basses et rien ou presque) en compréhension, expression, lecture et écriture
- l'origine des compétences (vécu, scolarisation, enfance, séjour linguistique, cours privés et cours du soir ou autodidacte)
- la durée des études

#### Allemand
Le moyen le plus efficace d'apprentissage de l'allemand, obtenus en moyenne par les non-germanophones, est l'enfance avec 26 points sur 100 suivi de près par le vécu, 25 points. La matière scolaire vient en troisième position, avec 22 points, puis la scolarité en allemand avec 19 points. Si l'on observe l'apprentissage conjoint de l'allemand et du dialecte, obtenus en moyenne par les non-germanophones, le niveau obtenu en enfance grimpe à 33 points alors que le vécu est plus faible à 21,9 points.
Concernant les francophones, l'apprentissage de l'allemand en enfance donne 38 points et même 45 points sur 100 lors de l'usage conjoint de l'allemand et du dialecte, ce qui traduit l'importance du dialecte dans le quotidien des familles mixtes (franco-germanophones). Le vécu, avec 22 points, et la matière scolaire, 19 points suivent si l'on tient compte du dialecte, alors que, pour l'allemand seul, la matière scolaire est en deuxième position avec 23,5 points et le vécu 22,6 points. Les autres moyens donnent des résultats modestes et l'apprentissage en autodidacte est non significatif.
Pour les italophones c'est la matière scolaire qui vient en tête avec 42 points d'efficacité d'apprentissage de l'allemand et 31,8 points avec le dialecte. Le vécu donne 20,4 points et même 21,4 points avec le dialecte mais, à la différence des francophones, la contribution de l'enfance est relativement faible à l'apprentissage de l'allemand, 12,9 points, mais élevée, 25,6 points, avec le dialecte. La contribution des cours du soir est non négligeable avec 10,7 ou 13,5 points avec dialecte et, comme pour les francophones, l'apprentissage en autodidacte est non significatif.

#### Français
Le moyen le plus efficace d'apprentissage du français, obtenus en moyenne par les non-francophones, est la matière scolaire avec 25 points suivi de près par le vécu avec 24 points. La scolarité en français et l'enfance sont d'efficacité moyenne avec, chacun, 13 points environ. Le résultat faible pour l'apprentissage durant l'enfance diffère fortement de ce qui est constaté pour l'apprentissage de l'allemand ou du dialecte.
Pour les germanophones, la matière scolaire est un peu plus forte avec 26,5 points suivi par le vécu avec 22,3 points. La scolarité en français et l'enfance, suivent avec plus de 17 points. Les autres moyens donnent tous des résultats même modestes.
Pour les italophones c'est le vécu qui vient en tête avec plus de 31 points, suivi par la matière scolaire, 28 points. Les autres moyens, y compris la scolarité en français et l'enfance, sont non significatifs. En revanche, la constante est élevée à 24 points et indique une forte exposition au français.

#### Anglais
Le moyen le plus efficace d'apprentissage de l'anglais, obtenus en moyenne par les non-anglophones, est le vécu avec 22,9 points suivi de près par l'enfance avec 22,4 points. Suivent la matière scolaire avec 18,5 points et les séjours linguistiques avec 14 points.
Pour les germanophones, le vécu est en tête avec 22,5 points suivi par l'enfance avec 20,2 points. La matière scolaire avec 15,8 points et les séjours linguistiques avec 13 points sont moins efficaces. Les cours du soir sont non significatifs. En revanche, la constante est très élevée, à 34 points, donnant de bonnes dispositions d'apprentissage de l'anglais par les germanophones.
Concernant les francophones c'est l'enfance qui est en tête avec 28,4 points suivi de près par le vécu avec 27,4 points et la matière scolaire avec 26 points. Les autres moyens donnent des résultats modestes et l'apprentissage en autodidacte est non significatif. Les cours du soir donnent 8 points aux francophones alors qu'ils sont non significatifs pour les germanophones et italophones.
Pour les italophones c'est le vécu qui est largement en tête avec 38,4 points suivi par les séjours linguistiques avec 15,6 points et plus loin la matière scolaire avec 11 points. Les autres moyens d'apprentissage sont non significatifs.

#### Tableau des niveaux de compétences
Le tableau indique les niveaux de compétences obtenus par la statistique analytique en tenant compte des indices de compétences, de l'origine des compétences et de la durée. L'efficacité des moyens d'acquisition est mesurée sur une échelle de 0 à 100 (Enquête CLES, 1994).
| Rang | Locuteurs considérés | Langue seconde | Moyen d'acquisition | Efficacité |
| --- | -------------------- | -------------- | ------------------- | ---------- |
| +01, | Germanophones        | français       | CME                 | +26,499    |
| +02, | Germanophones        | français       | VECU                | +22,271    |
| +03, | Germanophones        | français       | ENF                 | +17,625    |
| +04, | Germanophones        | français       | SCO                 | +17,256    |
| +05, | Germanophones        | français       | CST                 | +08,42     |
| +06, | Germanophones        | français       | SOIR                | +08,254    |
| +07, | Germanophones        | français       | SEJ                 | +07,806    |
| +01, | Germanophones        | anglais        | CST                 | +34,143    |
| +02, | Germanophones        | anglais        | VECU                | +22,522    |
| +03, | Germanophones        | anglais        | ENF                 | +20,198    |
| +04, | Germanophones        | anglais        | CME                 | +15,805    |
| +05, | Germanophones        | anglais        | SEJ                 | +12,998    |
| +01, | Francophones         | allemand       | ENF                 | +37,988    |
| +02, | Francophones         | allemand       | CME                 | +23,484    |
| +03, | Francophones         | allemand       | VECU                | +22,619    |
| +04, | Francophones         | allemand       | SCO                 | +11,458    |
| +05, | Francophones         | allemand       | SEJ                 | +09,466    |
| +06, | Francophones         | allemand       | CST                 | +07,301    |
| +01, | Francophones         | anglais        | ENF                 | +28,367    |
| +02, | Francophones         | anglais        | VECU                | +27,428    |
| +03, | Francophones         | anglais        | CME                 | +26,047    |
| +04, | Francophones         | anglais        | CST                 | +13,954    |
| +05, | Francophones         | anglais        | SEJ                 | +09,831    |
| +06, | Francophones         | anglais        | SOIR                | +08,265    |
| +01, | Italophones          | allemand       | CME                 | +42,222    |
| +02, | Italophones          | allemand       | VECU                | +20,387    |
| +03, | Italophones          | allemand       | ENF                 | +12,851    |
| +04, | Italophones          | allemand       | SCO                 | +12,733    |
| +05, | Italophones          | allemand       | SOIR                | +10,745    |
| +01, | Italophones          | français       | VECU                | +31,784    |
| +02, | Italophones          | français       | CME                 | +28,226    |
| +03, | Italophones          | français       | CST                 | +24,129    |
| +04, | Italophones          | français       | SEJ                 | +06,477    |
| +01, | Italophones          | anglais        | VECU                | +38,391    |
| +02, | Italophones          | anglais        | SEJ                 | +15,652    |
| +03, | Italophones          | anglais        | CST                 | +12,214    |
| +04, | Italophones          | anglais        | CME                 | +10,948    |
| Légende des moyens d'acquisition : - CME : Contribution moyenne de l'enseignement (matière scolaire) - VECU : Le vécu dans une autre région que celle de la langue maternelle - SCO : Scolarisation dans une autre langue maternelle de tout ou partie du programme scolaire - ENF : Utilisation régulière durant l'enfance au sein de la famille - SEJ : Séjour linguistique - SOIR : Cours privés et cours du soir - AUTO : Apprentissage autodidacte - CST : Constante Source : projet CLES (1994), Programme national de recherche, PNR 33. Tableau no 6.8 et chiffres des tableaux no 6.5, 6.6 et 6.7 |                      |                |                     |            |

## Enseignement des langues

### Historique

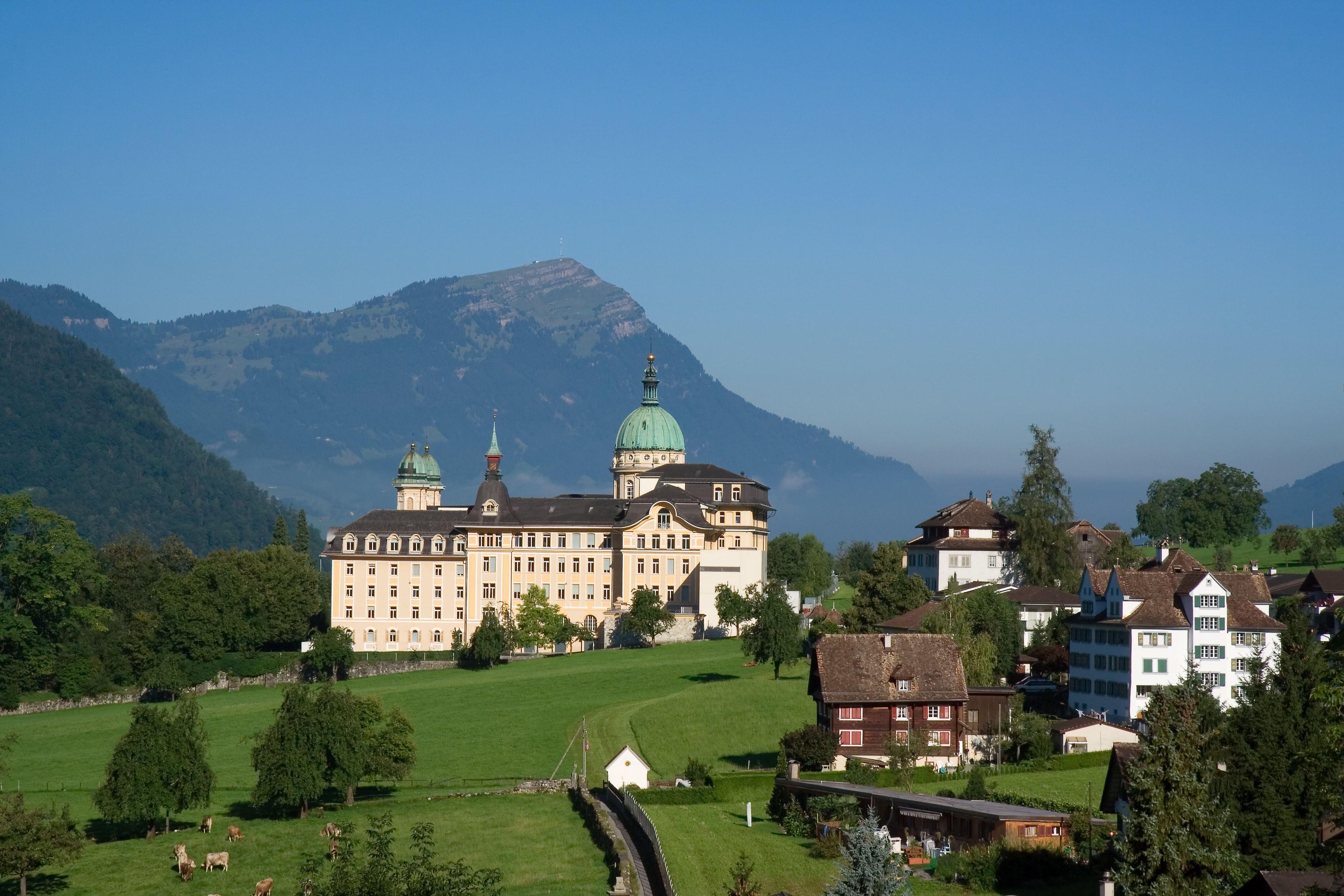
Le Kollegium Maria Hilf de Schwytz, fondé en 1856.

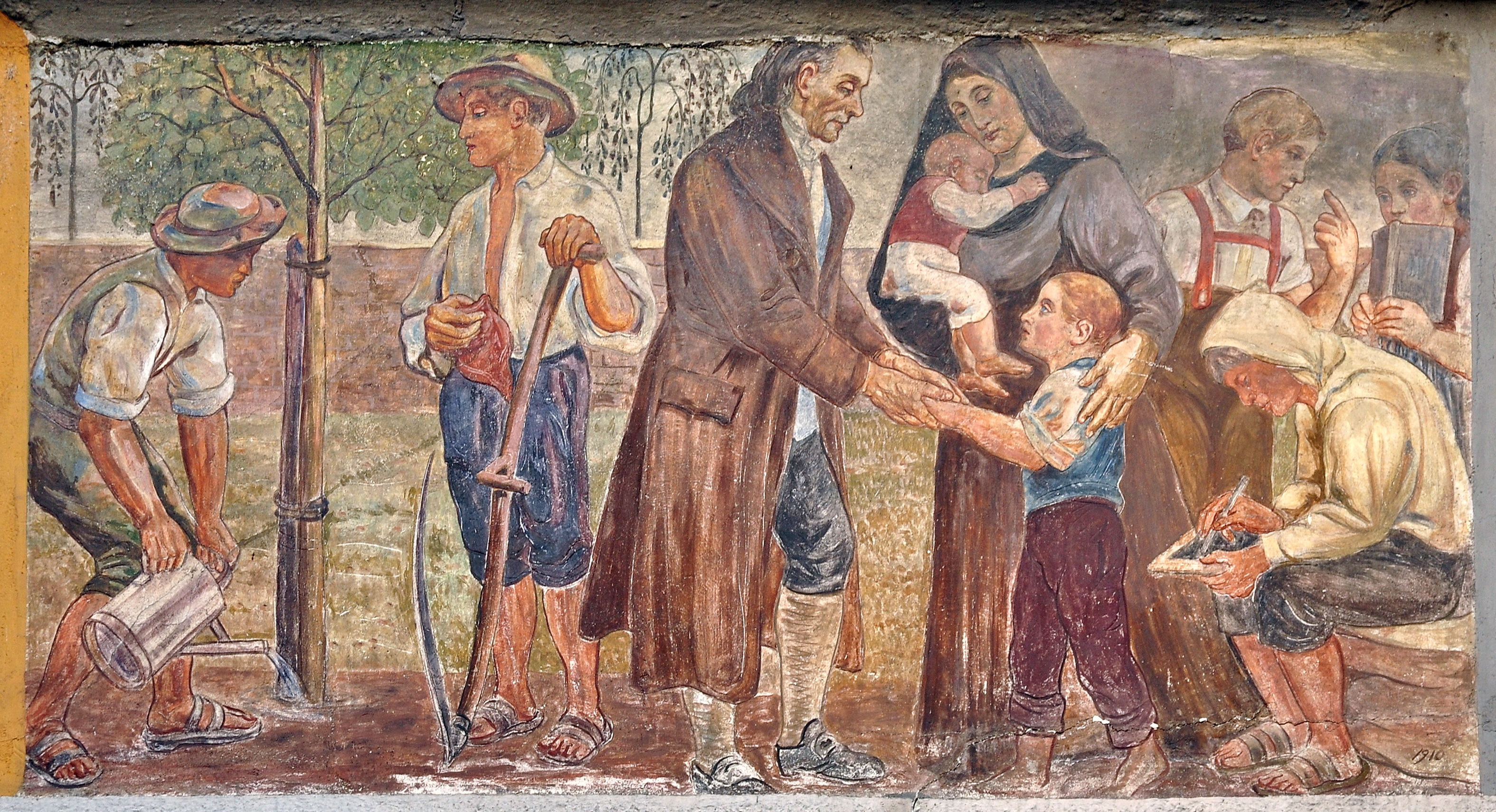
Johann Heinrich Pestalozzi entouré de ses élèves. Peinture murale à Rapperswil.

Au XIe siècle, les écoles cathédrales évoluent avec le développement des villes et du commerce. Les écolâtres permettent la création de petites écoles privées où les enfants de bourgeois apprennent à lire et écrire en latin. Avec la Réforme protestante et l’avènement du livre imprimé, le latin est supprimé dans les écoles élémentaires des cantons protestants. Les enfants s'expriment en patois mais l'apprentissage se fait en français ou en bon allemand afin que les enfants puissent lire les textes bibliques. Dans le cadre de la contre-Réforme, les paroisses des églises catholiques et les Jésuites enseignent la lecture en latin puis en langue locale (allemand, français ou italien).
La République helvétique (1798-1803) apporte la reconnaissance formelle de l'égalité des langues et la première politique d'enseignement des langues. Le ministre Philipp Albert Stapfer charge le pédagogue Grégoire Girard (1765 - 1850) de rédiger un projet d'éducation publique pour l'ensemble du pays. Visionnaire, il préconise la pratique dès l'âge de 8 ans d'une seconde langue nationale par immersion, en apprenant la géographie et la logique. Néanmoins, les moyens financiers faisant défaut, cette politique ne s'appliqua pas d'une façon systématique. La fin de la République helvétique met un terme à cette tentative d'harmonisation à l'échelle nationale. Les cantons retrouvent alors leur compétence en matière d'enseignement.
Après Stans et Berthoud, le pédagogue Johann Heinrich Pestalozzi (1746 - 1827) poursuit son œuvre à Yverdon-les-Bains entre 1804 et 1825. Il imagine de nouvelles techniques d'enseignement. Dans son institution, l'on change de langue toutes les deux heures, passant ainsi du français à allemand. Le père Grégoire Girard enseigne à Fribourg, selon la méthode mutuelle, en langue maternelle avec introduction de l'allemand en 4e pour favoriser les relations entre communautés linguistiques. L'école deviendra publique et obligatoire au XIXe siècle.
Au début du XXe siècle, les situations sont diverses selon les cantons, voire les communes. Dès 1930, l'allemand est obligatoire de la 6e à la 9e année à Genève, Neuchâtel et Vaud. Le Tessin fait de même en introduisant l'apprentissage du français, suivi par Saint-Gall en 1931 et d'autres cantons alémaniques en 1950. Dans les cantons de Berne, Bâle-Campagne, Saint-Gall ou Thurgovie, ce sont souvent les communes qui fixent les conditions d'apprentissage. À Zurich le français est considéré comme deuxième langue étrangère après le bon allemand qu'on estime primordial ; ainsi, il est enseigné uniquement aux élèves ayant les meilleurs résultats en allemand. En Valais, cantons bilingue, on n'enseigne pas encore la deuxième langue nationale et à Fribourg et Berne, également cantons bilingues, ce n'est pas obligatoire.
En 1975, la conférence suisse des directeurs cantonaux de l'instruction publique (CDIP) recommande l'apprentissage généralisé d'une deuxième langue nationale dès la 4e ou 5e année, soit pour les enfants entre 9 et 10 ans, afin de les sensibiliser à la diversité culturelle de la Suisse. Ces prescriptions sont diversement appliquées : Par exemple l'Argovie introduit le français dès la 6e année ou Uri l'italien dès la 5e. À Zurich, le français n'est introduit en 5e que depuis 1988 en raison de réticences de parents considérant que l'allemand est déjà la première langue seconde.
Dès la fin des années 1990, l'anglais s'introduit dans les débats; de nombreuses études sont commandées par des commissions fédérales ou la CDIP pour débattre de la place à donner à cette langue appréciée par les enfants et jugée utile. En 1997, le canton de Zurich projette d'introduire l'anglais en 7e et 8e années au détriment du français, ce qui est mal perçu dans le pays. En réaction, la CDIP commande un «concept général d'enseignement des langues». Le canton de Zurich décide l'introduction de l'anglais dès la 1re primaire pour la rentrée 1999. De son côté le rapport des experts mandatés par la CDIP recommande, en 1998, l'apprentissage de deux langues à l'école primaire : une deuxième langue nationale et l'anglais, en laissant la liberté de choix de l'ordre d'introduction. Cette décision est jugée néfaste à la cohésion nationale, surtout en Suisse romande, et une initiative est lancée pour demander que la «deuxième langue enseignée doit être une langue officielle de la Confédération», sans succès. Après une période de tergiversations politiques la CDIP décide, en mars 2004, que les élèves doivent apprendre une deuxième langue nationale et l'anglais, l'une en 3e et l'autre en 5e année, en laissant le choix de l'ordre aux cantons. Au niveau politique, le Conseil national préfère que ce soit la langue nationale qui soit introduite en premier alors que le Conseil des États laisse la liberté de choix. Au vote final, le Conseil national se rallie au Conseil des États, renonçant à une politique harmonisée des langues en Suisse.
En outre, à la suite des résultats décevants de l'évaluation PISA de 2000, la CDIP lance en 2002 un projet d'harmonisation scolaire en vue d'en améliorer la qualité d'une part et, d'autre part, de coordonner les plans d'études entre les différentes régions linguistiques. C'est le projet HarmoS. Dans ce cadre, HarmoS reprend la stratégie des langues votée en 2004 en fixant comme cible pour la deuxième langue nationale et l'anglais «la compétence de niveau équivalente dans les deux langues». Adopté en 2007, le concordat HarmoS doit entrer en vigueur pour la rentrée 2014, à la condition qu'au moins dix cantons l'approuvent, ce qui est fait le 1er août 2009.

### Scolarité obligatoire
Le programme d'enseignement des langues, à l'école obligatoire, degré primaire et degré secondaire I, dépend de chaque canton. La langue d'enseignement est celle de la région linguistique. Cette langue est enseignée comme matière scolaire à laquelle s'ajoute progressivement l'enseignement au moins d'une deuxième langue nationale et de l'anglais.
L'accord intercantonal sur l'harmonisation de la scolarité obligatoire (concordat Harmos) est la base légale définissant des standards nationaux de formation pour la scolarité obligatoire. Adoptée en mars 2004, la stratégie pour l'enseignement des langues est reprise par Harmos et les cantons adhérents (15 cantons au 26 septembre 2010) s'engagent à la mettre en œuvre au plus tard pour la rentrée 2015 - 2016,. En matière de langues, les cantons s'engagent notamment à :
- apprentissage d'une deuxième langue nationale et de l'anglais à l'école primaire, au plus tard en 3e et en 5e année scolaire[n 8];
- choix de la première langue étrangère enseignée coordonné sur le plan régional entre les cantons;
- niveau de compétence équivalent dans les deux langues étrangères au terme de la scolarité obligatoire. Les objectifs sont clairement définis à cette fin;
- enseignement d'une troisième langue facultative, selon les besoins et
- pour les élèves issus de la migration : aide à l'organisation et soutien des cours de langue et de culture d'origine (LCO), dans le respect de la neutralité politique et religieuse.

Une version suisse du portfolio européen des langues (PEL), validés par le Conseil de l'Europe, existe depuis le 1er mars 2001 mais son usage est encore peu répandu.
Le tableau suivant donne la situation, à la rentrée 2009 - 2010, de l'apprentissage de la première et de la deuxième langue étrangère obligatoire selon les cantons.
| Canton / subdivision linguistique                                                    | Adhésion à HarmoS | 6-7 ans   | 7-8 ans  | 8-9 ans  | 9-10 ans         | 10-11 ans | 11-12 ans | 12-13 ans | 13-14 ans       |
| Degré système actuel                                                                 |                   | 1re année | 2e année | 3e année | 4e année         | 5e année  | 6e année  | 7e année  | 8e année        |
| Degré système HarmoS                                                                 |                   | 3e année  | 4e année | 5e année | 6e année         | 7e année  | 8e année  | 9e année  | 10e année       |
| ------------------------------------------------------------------------------------ | ----------------- | --------- | -------- | -------- | ---------------- | --------- | --------- | --------- | --------------- |
| Zurich                                                                               | Acceptée          |           | anglais  |          |                  | français  |           |           |                 |
| Liechtenstein                                                                        |                   |           | anglais  |          |                  |           |           | français  |                 |
| Appenzell Rhodes-extérieures                                                         | Rejetée           |           |          | anglais  |                  | français  |           |           |                 |
| Glaris                                                                               | Acceptée          |           |          | anglais  |                  | français  |           |           |                 |
| Lucerne                                                                              | Rejetée           |           |          | anglais  |                  | français  |           |           |                 |
| Nidwald                                                                              | Rejetée           |           |          | anglais  |                  | français  |           |           |                 |
| Obwald                                                                               | En suspens        |           |          | anglais  |                  | français  |           |           |                 |
| Saint-Gall                                                                           | Acceptée          |           |          | anglais  |                  | français  |           |           |                 |
| Schaffhouse                                                                          | Acceptée          |           |          | anglais  |                  | français  |           |           |                 |
| Schwytz                                                                              | En suspens        |           |          | anglais  |                  | français  |           |           |                 |
| Thurgovie                                                                            | Rejetée           |           |          | anglais  |                  | français  |           |           |                 |
| Zoug                                                                                 | Rejetée           |           |          | anglais  |                  | français  |           |           |                 |
| Argovie                                                                              | En suspens        |           |          | anglais  |                  |           | français  |           |                 |
| Appenzell Rhodes-intérieures                                                         | En suspens        |           |          | anglais  |                  |           |           | français  |                 |
| Uri                                                                                  | Rejetée           |           |          | anglais  |                  |           |           | français  |                 |
| Tessin                                                                               | Acceptée          |           |          | français |                  |           |           | allemand  |                 |
| Fribourg - germanophone                                                              | Acceptée          |           |          | français |                  |           |           | anglais   |                 |
| Valais - germanophone                                                                | Acceptée          |           |          | français |                  |           |           | anglais   |                 |
| Bâle-Campagne                                                                        | Acceptée          |           |          |          | français         |           |           | anglais   |                 |
| Berne - germanophone                                                                 | Acceptée          |           |          |          |                  | français  |           | anglais   |                 |
| Bâle-Ville                                                                           | Acceptée          |           |          |          |                  | français  |           | anglais   |                 |
| Soleure                                                                              | Acceptée          |           |          |          |                  | français  |           | anglais   |                 |
| Fribourg - francophone                                                               | Acceptée          |           |          | allemand |                  |           |           | anglais   |                 |
| Genève                                                                               | Acceptée          |           |          | allemand |                  |           |           | anglais   |                 |
| Jura                                                                                 | Acceptée          |           |          | allemand |                  |           |           | anglais   |                 |
| Neuchâtel                                                                            | Acceptée          |           |          | allemand |                  |           |           | anglais   |                 |
| Vaud                                                                                 | Acceptée          |           |          | allemand |                  | anglais   |           |           |                 |
| Valais - francophone                                                                 | Acceptée          |           |          | allemand |                  |           |           | anglais   |                 |
| Berne - francophone                                                                  | Acceptée          |           |          | allemand |                  |           |           |           | anglais/italien |
| Grisons - italophone                                                                 | Rejetée           |           |          |          | allemand         |           |           | anglais   |                 |
| Grisons - romanchophone                                                              | Rejetée           |           |          |          | allemand         |           |           | anglais   |                 |
| Grisons - germanophone                                                               | Rejetée           | romanche  |          |          | italien/romanche |           |           | anglais   |                 |
| Source : Conférence suisse des directeurs cantonaux de l'instruction publique (CDIP) |                   |           |          |          |                  |           |           |           |                 |

#### Classes bilingues
La CDIP encourage l'expérimentation de l'enseignement bilingue à l'école obligatoire. De fait, les expériences sont rares et dépassent rarement les déclarations d'intention. Le canton de Fribourg a dû arrêter ses classes pilotes en raison du refus populaire (votation septembre 2000). En revanche, le Valais romand est pionnier en la matière en pratiquant, depuis 1994 - 1995, l'enseignement bilingue dans certaines écoles enfantines et primaires de Sion, Sierre et Monthey. À Bienne, un projet pilote est effectué entre 1999 et 2003 dans une école primaire de la ville; ce projet débouche sur l'autorisation, depuis août 2006, d’organiser dans le district bilingue de Bienne un enseignement par immersion dans la langue partenaire officielle du canton. En ville de Bienne, des filières bilingues depuis l'école enfantine et pour toute la scolarité obligatoire sont mises en place dès 2010,. Ce sont donc principalement les cantons bilingues qui sont le plus avancés avec l'enseignement mixte français/allemand. Le Jura, canton francophone, souhaite favoriser les échanges avec Bâle en raison de la proximité des hautes écoles de cette ville et de la communauté d'intérêts avec la région de la Suisse du Nord-Ouest. À cet effet, le Jura offre depuis 2009 la possibilité de fréquenter, à Delémont, des classes bilingues accessibles aux habitants du canton parlant allemand en famille ainsi qu'aux germanophones des cantons voisins de la Suisse du Nord-Ouest.
Le canton des Grisons est un cas particulier : la langue d'enseignement est déterminée au niveau communal, en fonction des aires linguistiques (allemand, italien ou romanche). Le romanche étant une langue fortement minoritaire, l'enseignement en romanche y est essentiel pour la préservation de la culture. Selon les cas, le romanche est langue d'enseignement ou matière scolaire. Dans la plupart des communes romanchophones, l'enseignement est pratiquement bilingue. Il est dispensé dans l'idiome local pendant les trois premières années scolaires avant d'être progressivement remplacé par l'allemand; mais, dans les communes ou le romanche est en recul, l'allemand tend à devenir langue d'enseignement dès le début,. Un enseignement bilingue à raison d'une moitié des cours en allemand et l'autre en italien ou romanche est possible pour les communes germanophones qui le souhaitent ainsi que pour les italophones et romanchophones situées à la limite linguistique; ceci dans le but d'obtenir des compétences de niveau langue maternelle dans les deux langues. En 2011, 9 communes offrent cette possibilité, y compris quelques classes à Coire.

### Éducation postobligatoire

#### Degré secondaire II
Au moins deux langues étrangères sont enseignées dans le cadre des écoles menant à la maturité gymnasiale. Pour la maturité professionnelle ce sont une deuxième langue nationale et l'anglais. Au gymnase et dans les écoles de culture générale, l'éventail des langues enseignées est plus vaste. De plus, des matières à options permettent d'ajouter une langue supplémentaire.
Un état des lieux est dressé en 2005 sur la base d'un questionnaire envoyé aux écoles secondaires de toute la Suisse. 245 établissements y ont répondu.
Pour les établissements situés en Suisse alémanique, le français et l’anglais sont les principales langues étrangères enseignées. Viennent ensuite l’italien et l’espagnol. Le latin est enseigné dans la plupart des gymnases; le grec et l’hébreu le sont dans certains établissements; le russe est proposé dans 25 établissements; quelques-uns proposent le chinois, l’arabe ou le romanche. Pour les établissements situés en Suisse romande et au Tessin, l'allemand et l’anglais sont les principales langues étrangères enseignées. Viennent ensuite l’italien et l’espagnol. Le latin et le grec sont enseignés dans les gymnases. Aucun établissement mentionne le russe, le chinois ou l’arabe.

##### Maturité bilingue

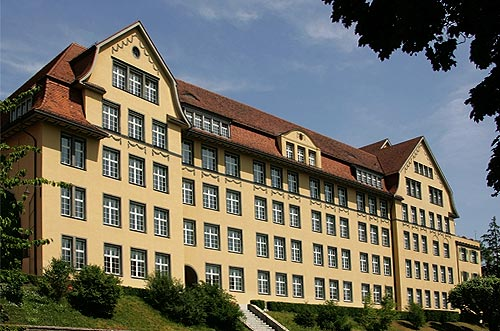
Le gymnase de la rue des Alpes à Bienne est bilingue.

En 2007, 70 gymnases sur les 177 reconnus en Suisse, situés dans 18 cantons sur 26, offrent la possibilité d'effectuer une maturité bilingue. Parmi les huit n'offrant pas de possibilité sur leur territoire cantonal on trouve les six cantons les moins peuplés, situés en Suisse centrale et orientale, ainsi que les cantons de Soleure et du Tessin ; plus de 92 % des gymnasiens ont donc la possibilité de suivre une filière bilingue dans leur propre canton. Le nombre d'étudiants choisissant une filière bilingue est en constante augmentation : en 2006, un élève sur quatre fréquente un des établissements bilingues; ce qui représente 10 % de l'ensemble des gymnasiens de Suisse.
Selon les bases légales, la langue d'immersion doit être prioritairement l'une des langues nationales : le Règlement pour l’obtention de la maturité bilingue du 30 septembre 1994 stipule que « Dans un premier temps, la maturité bilingue peut être obtenue seulement dans les langues nationales suisses, et les matières qui entrent en ligne de compte sont pour l’instant la biologie, l’histoire et la géographie »; dans l’art. 17 de l’Ordonnance sur l’examen suisse de maturité du 7 décembre 1998, il est écrit : « La deuxième langue peut être choisie parmi les langues nationales suivantes : allemand, français et italien. L’office peut autoriser le choix de l’anglais. ».
Dans les faits, en 2007, les écoles de Suisse alémanique proposent l'anglais dans 80 % des cas car c'est la langue de grande diffusion. Celles de Suisse romande choisissent principalement l'allemand pour privilégier la proximité et la cohésion nationale; même si l'offre en anglais tend à s'étoffer aussi en Suisse romande. Ces choix s'inscrivent dans la continuité du choix de la première langue étrangère lors de la scolarité obligatoire. Plusieurs écoles proposent deux langues d'immersion. Dans les régions bilingues, cinq établissements offrent le choix entre le français ou l'allemand; six autres établissements sont répartis dans toute la Suisse : en Suisse alémanique, trois écoles proposent l'anglais et le français. Le Liceo artistico de Zurich et une école aux Grisons proposent l'allemand et l'italien. Une école à Genève propose l'allemand et l'anglais.
Lorsque la langue d'immersion est une des langues nationales, les enseignants ont souvent la langue d’immersion comme langue maternelle et l’utilisent quotidiennement. À l'inverse, ce n'est pas souvent le cas avec les enseignants d'anglais : « 89 % des personnes enseignant en immersion dans le canton de Zurich ne sont pas des locuteurs natifs de l’anglais ». Ainsi, dans les cantons bilingues, les enseignants sont naturellement bilingues et n'ont pas besoin de justifier autrement leurs capacités. En Suisse allemande, par contre, les enseignants mettent en avant leurs capacités linguistiques, les séjours et diplômes obtenus dans la langue d'immersion pour justifier de leurs capacités, notamment en anglais.
La Commission suisse de maturité (CSM) distingue trois modèles d'enseignement bilingue et certains cantons édictent leurs propres règlements :
- l'immersion « partielle »,
- l'immersion « totale » par séjour dans une autre région linguistique et
- l'Immersion « totale » par fréquentation du gymnase dans une autre langue.

L'immersion « partielle » se pratique dans l'établissement bilingue; pour être reconnue comme maturité bilingue, au moins deux branches doivent être enseignées dans la langue d'immersion pour au moins 600 heures d'enseignement sans compter les cours de langue. Les élèves inscrits en maturité bilingue doivent, en principe, effectuer un stage dans une autre région linguistique ou un échange linguistique. L'immersion « totale »  comporte le séjour d'au moins une année scolaire dans une autre région linguistique. Le solde des études gymnasiales étant effectué dans un établissement bilingue. Les élèves ayant une langue nationale comme langue maternelle et faisant entièrement leurs études gymnasiales dans une autre région linguistique ou dans une école d’une autre langue 1 peuvent se voir accorder la mention bilingue s'ils répondent les conditions d'obtention imposées.
Les disciplines fondamentales d'immersion peuvent être l’histoire, la géographie, l’introduction à l’économie et au droit, la biologie, la chimie et la physique; en option complémentaire, ce sont l’histoire, la géographie, l’économie et droit, la biologie, la chimie, la physique, la philosophie et la pédagogie/psychologie. Au moins une de ces discipline doit être du domaine des sciences humaines. En pratique, ce sont l'histoire et les mathématiques qui sont le plus souvent enseignées comme langue d'immersion.

##### Échanges linguistiques
Les échanges linguistiques sont encouragées par les écoles gymnasiales. Les écoles fournissent aux étudiants les ressources et l'appui nécessaire pour qu'ils puissent pratiquer l'échange dans au moins une langue étrangère.
Les personnes en formation professionnelle initiale ainsi que les jeunes professionnels sans emploi peuvent aussi bénéficier d'échanges linguistiques. Avec l'accord des maîtres d'apprentissage et des écoles professionnelles, ils peuvent prendre la forme d'échange de places d'apprentissage en Suisse dans une autre région linguistique; soit en même temps soit sur deux périodes différentes, l'un rejoignant son correspondant sur son poste de travail et réciproquement pour 6 mois au maximum, avec la participation à un cours de langue un jour par semaine. Les jeunes sans emplois, inscrits comme chômeur, peuvent demander d'effectuer un stage dans une entreprise d’une autre région linguistique de Suisse à raison d'un emploi à 80 %, le reste étant dévolu à l’apprentissage de la langue.

### Enseignement des langues pour les immigrants

#### Langues nationales pour les immigrants
Les enfants de migrants sont scolarisés selon les principes suivants :

« - l'intégration optimale des enfants et adolescents étrangers,
- le respect et la tolérance des cultures qui leur sont propres. »

— CDIP
La CDIP recommande notamment aux cantons : d'offrir dès l'âge préscolaire l'enseignement de la langue locale et de soutenir la promotion de la langue d'origine; que les nouveaux arrivants à l'école publique doivent intégrer directement les classes correspondant à leur niveau de formation et reçoivent des cours d'appui ou des cours intensifs en langue nationale selon le lieu de résidence (allemand, français ou italien); que les classes d'enseignement spécialisées sont à éviter.

#### Enseignement de la langue d'origine pour les immigrants
Des cours de langue et de culture d'origine (LCO) existent pour les enfants issus de l'immigration. Organisés par les consulats et ambassades, en accord avec les autorités compétentes suisses, ces cours permettent aux ressortissants de garder des liens avec le pays d'origine, d'apprendre l'histoire ou les traditions et de développer les connaissances linguistiques. Il existe une offre variable d'environ quarante langues réparties selon les cantons